# Жилище

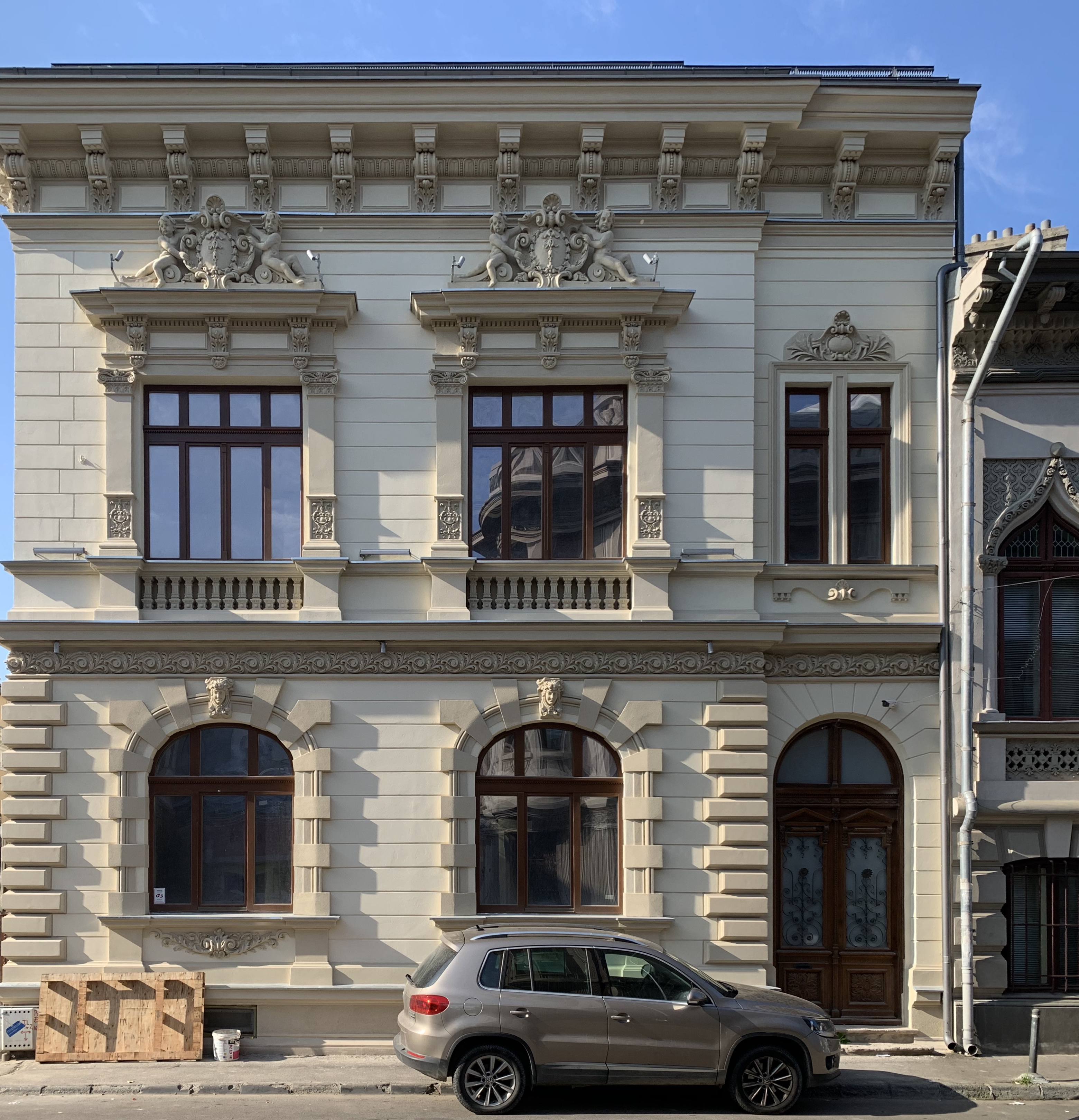
Дом в Бухаресте (Румыния)

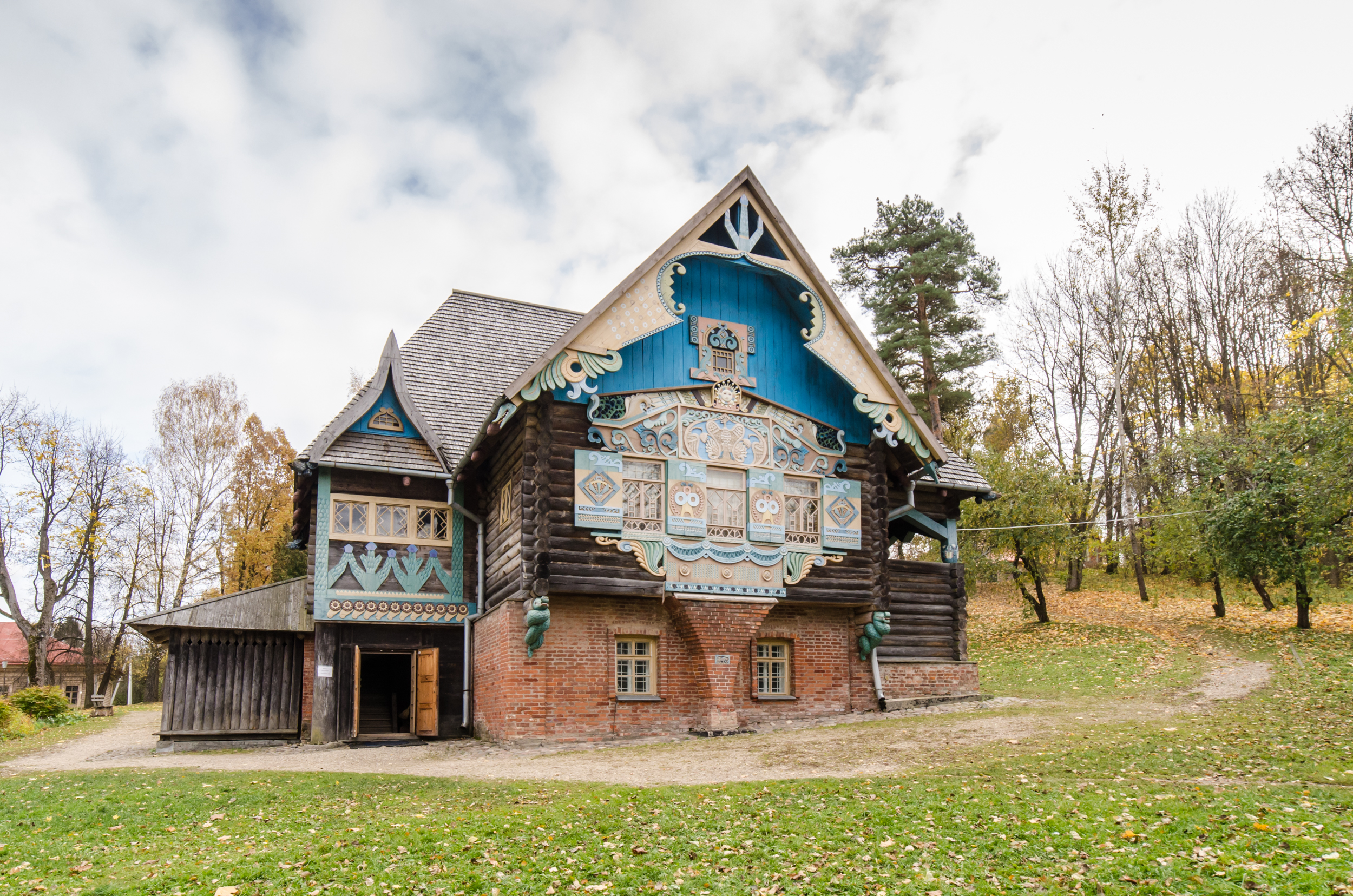
Дом в Смоленской области (Россия)

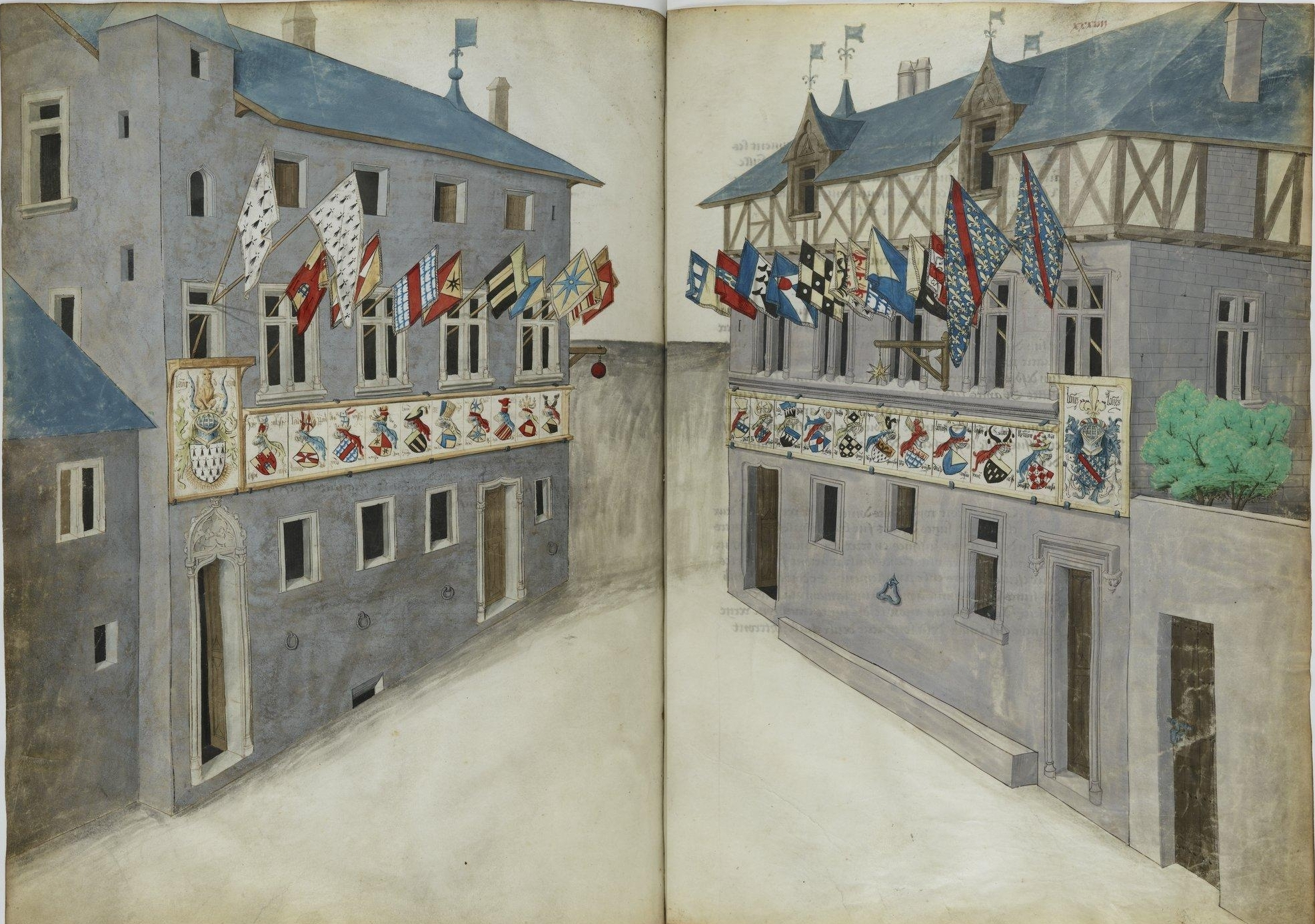
Средневековые дома. Миниатюра из «Книги турниров» Рене Анжуйского, 1460 г.

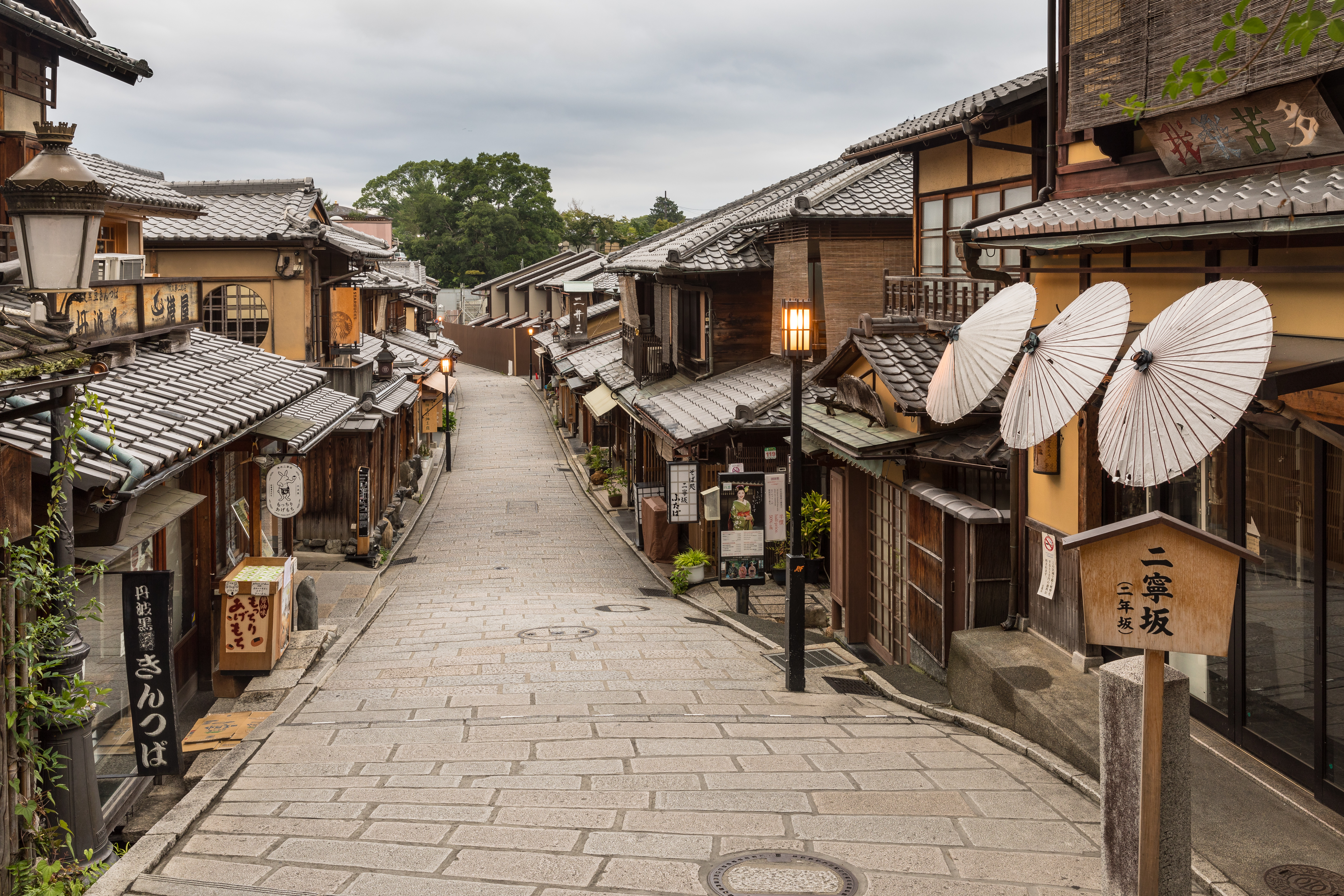
Дома в Киото (Япония)

Жили́ще, жильё — традиционное сооружение (постройка) или природное укрытие, приспособленное для обитания человека и некоторых животных. Жильё может быть постоянным, полупостоянным или непостоянным.
В конституциях многих стран говорится о праве человека на частную жизнь и о неприкосновенности жилища.
Помимо практической функции, жилище выполняет символическую роль — воплощает идею структурированного человеческого культурного пространства, защищённого от внешнего хаоса, осуществляет связь с предшествующими поколениями семьи или рода. В этом смысле под жилищем подразумевается не только собственно жилая постройка, но и дом в широком понимании слова, включая поселение, страну, ойкумену в целом. Под жилищем понимаются квартирные дома постоянного проживания, общежития для проживания во время работы или учёбы, гостиницы для кратковременного проживания. К квартирным домам относится дома гостиничного типа и дома-интернаты для престарелых. Внешний вид, материал для стен и внутреннее строение жилищ весьма разнообразны (материалом может быть дерево, брезент, камень, бетон, земля, кирпич, сталь, и даже стекло, кость или снег).

## Этимология
Слово «жилище» происходит от русского слова «жить». В индоевропейских языках (и некоторых языках за пределами индоевропейского языкового ареала) для обозначения жилища используются слова с древними корнями «hus/gus», «haz/cas» и «dom». Слова на основе указанных морфем употребляются в значениях жилища как здания и одновременно в значении места обитания, в зависимости от контекста. Германские языки разделяют «hus» как здание с его обитателями, и «heim» («ham», «home») как место обитания, также имеют слова на основе морфемы «dom», но в значении культовых сооружений.
| италийские языки | италийские языки | италийские языки | италийские языки | палеобалканские языки | палеобалканские языки | славянские языки |
| ---------------- | ---------------- | ---------------- | ---------------- | --------------------- | --------------------- | ---------------- |
| французский      | французский      | латынь           | латынь           | греческий             | греческий             | практически все  |
| domicile         | demeure          | doma             | domo             | domos                 | domus                 | dom              |

| германские языки | германские языки | германские языки | германские языки | германские языки | скандинавские языки | скандинавские языки | скандинавские языки | иранские языки | семитские языки | италийские языки | италийские языки | италийские языки | италийские языки | угорские языки | енисейские языки | енисейские языки | енисейские языки | енисейские языки |
| ---------------- | ---------------- | ---------------- | ---------------- | ---------------- | ------------------- | ------------------- | ------------------- | -------------- | --------------- | ---------------- | ---------------- | ---------------- | ---------------- | -------------- | ---------------- | ---------------- | ---------------- | ---------------- |
| др. немецкий     | др. немецкий     | др. саксонский   | готский          | др. английский   | датский             | шведский            | исландский          | персидский     | иврит           | др. французский  | латынь           | испанский        | испанский        | венгерский     | имбатский        | коттский         | ассанский        |                  |
| hus              | husili           | hus              | hus              | hus              | hus                 | hus                 | hus                 | chuse          | chesui          | gustel           | casa             | casa             | caza             | haz            | hus'             | hush'            | hush'            |                  |

## История
Люди используют жилище со времён первобытнообщинного строя. Первоначально это были различные пещеры, гроты и пр. Поскольку естественные обиталища не могли удовлетворить всем нуждам древних людей, началось их обустройство. Применялось мощение жилых площадок камнем (например, древняя стоянка Ла Ферраси, пещера Эль-Кастильо), каменные ограды (Стоянка Ильская в Краснодарском крае), простые навалы камней, также выполнявшие функцию оград (пещера Волчий грот в Крыму). Древнейшими жилищами людей, обитавших на равнинах, служили землянки и шалаши.
Изменения климата, похолодания, вынуждали людей всё активнее заниматься строительством жилищ. При первоначальном отсутствии специальных инструментов, рабочим материалом служили деревья, а также кости животных. Одно из старейших построенных жилищ в мире датируется приблизительно 10-м тысячелетием до н. э. и было сделано из костей мамонта; эта находка была сделана в селе Межирич, недалеко от Киева. Вероятно, жилище было покрыто шкурами мамонта. Жилище было обнаружено в 1965 году крестьянином, рывшим погреб, на глубине 2 м.
Жилища в современном смысле стали строить, видимо, со времён неолита, но в разных местах и в разных культурах жилищное строительство началось в разное время. Так, самые ранние известные неолитические жилища Древнего Египта относятся к X тыс.л. до н.э., а в Греции найдены постройки, созданные около 6000 лет до н. э. Жилища в северных регионах, с их суровыми зимами, жилище представляет собой одно круглое или квадратное помещение с местом для очага посередине и отверстием для выхода дыма наверху. Иногда в таком жилище люди ночевали вместе со своими домашними животными. В болгарском городе Стара-Загора есть музей «Неолитические жилища», где представлены различные предметы домашней утвари той эпохи: первые печи для выпечки хлеба, ручные мельницы, керамические сосуды и другие.

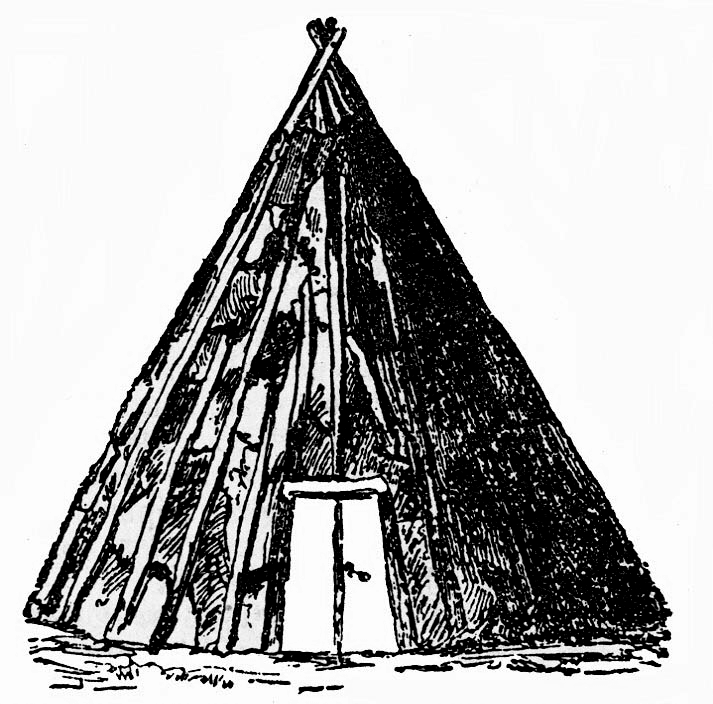
Иллюстрация конической берестяной юрты алтайских тюрков

После перехода от кочевого к оседлому образу жизни жилища постепенно изменяются. Внешний вид, размер и расположение жилищ отличается большим разнообразием и зависит как от национальных и культурных особенностей региона, так и от социального положения его хозяина. В сухих и безлесных районах строились глинобитные, кирпичные и саманные здания. В богатых лесом районах Европы и Азии возводили срубные деревянные дома. Первоначально такие дома состояли из одного помещения, затем стали строить здания, состоящие из нескольких комнат, имевших разное назначение: например спальня, кухня, гостиная и т. п.
В IX тысячелетии до н. э. появляются и первые каменные дома. К числу древнейших поселений, в которых археологи обнаружили каменные здания жилого назначения, относятся Чайоню в юго-восточной Анатолии и Иерихон в Палестине.

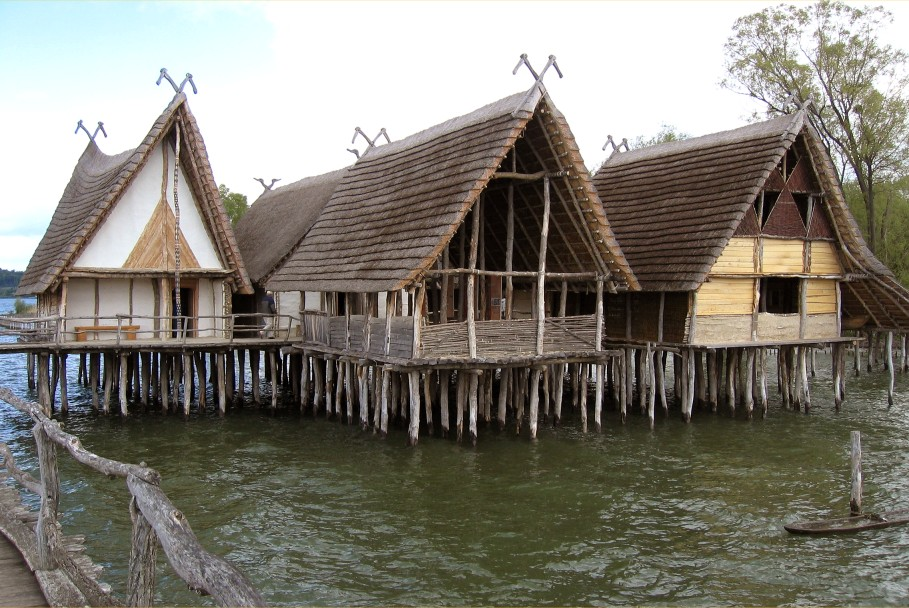
Реконструкция свайных жилищ периода позднего неолита

В период Бронзового века одними из распространённых видов жилищ в Европе по-прежнему остаются вырытые в земле, чаще круглые в плане обиталища, перекрытые конусовидными крышами. Вместе с ними распространены наземные дома, стены которых строились из камня или были плетёными с обмазкой глиной. На стыке неолита и Бронзового века распространяется и свайное жилище, причём область его применения довольно широка — от итальянских террамар и сооружений на озёрах в окрестностях Альп (англ. Prehistoric pile dwellings around the Alps) до свайных сооружений в Океании и домов даяков на Калимантане.
Распространение вооружённых конфликтов ведёт к возникновению укреплённых поселений (поселение Березняки, Ярославская область, городище Тушемля, Смоленская область).
Некоторыми видами жилищ (например за́мками) в определённые исторические периоды могли владеть только люди, имевшие соответствующее социальное положение (например дворяне). Изначально, когда преобладающим видом деятельности было сельское хозяйство, дома обычно строились небольшими группами (села, поселки, деревни). Затем с развитием ремесел постепенно появились города.

### Жилые сооружения Древнего Египта
Как и во многих прочих местах, первые жилища на территории Египта представляли собой ямы, пещеры, различные навесы из шкур животных, сооружения с использованием плетёных конструкций. Позднее в дело стал использоваться кирпич, сушёный на солнце. Одним из крупнейших и древнейших поселений, где использовался кирпич, является поселение Меримде Бени-Салама, возникшее в Додинастический период. Жилища из такого кирпича были овальные, пол глинобитный, перекрытие делалось из тростника. Сооружения подобного типа сохранились и в дальнейшем — в период Раннего царства и позднее. Более состоятельные люди, например, жрецы, могли позволить себе жильё из брёвен. Дворцы фараонов могли представлять собой внушительные сооружения из кирпича.

### Жилые сооружения Древней Греции
О древнейших жилых постройках имеется довольно мало археологических сведений. Отчасти представление о жилище можно составить по описаниям в гомеровских поэмах. Жилище было тесно связано с земледелием; главной частью дома являлся двор. Также в комплекс дома могли входить сад, огород, баня, купальня. Отдельно выделялась женская половина (гинекей), которая могла располагаться на втором этаже.
Городские жилища классического периода определялись планировочной структурой города. Деление на прямоугольные кварталы обуславливало и прямоугольную форму зданий, причём все здания зачастую имели схожий размер. В этот период складывается так называемый «пастадный» тип жилого дома. В связи с жарким климатом основные помещения располагались на северной стороне дома. Окна и двери помещений выходили во внутренний дворик, там же находилась и лестница на второй этаж. Помещения делились функционально: андрон (мужская комната) предназначался для пиров, ойкос (помещение с очагом) и пр. Здания складывались из необожжённого кирпича, перекрытия выполнялись деревянными, крыша делалась из черепицы или земляная.
Развитие жилых зданий в эллинистический период испытало влияние имущественного расслоения. Более состоятельные жители могли себе позволить иметь дома размером в полквартала или больше. Главенствующим типом жилища становится перистильный дом, который часто получался перестройкой из пастадного.

### Жилые сооружения Древнего Рима
Выраженное социальное расслоение в Римской империи обусловило и разные типы жилищ для людей разных социальных групп. Рост городского населения, весьма значительную часть которого составляли малоимущие, послужил появлению такого типа жилого здания, как инсула. Инсула представляла собой многоэтажный дом, в котором помещения для проживания сдавались внаём. Чаще всего жилище представляло собой лавку или же какую-либо мастерскую, над которой надстраивался дополнительный или несколько дополнительных этажей для проживания. Возможность подобной надстройки стала возможной благодаря развитию строительной техники в империи, в частности, появлению римского бетона, совершенствованию сводчатых перекрытий. Однако само качество конструкций зачастую было весьма низким, что приводило к их обрушению. В инсулах отсутствовал водопровод и канализация. Высота инсул могла достигать 5-6 этажей.

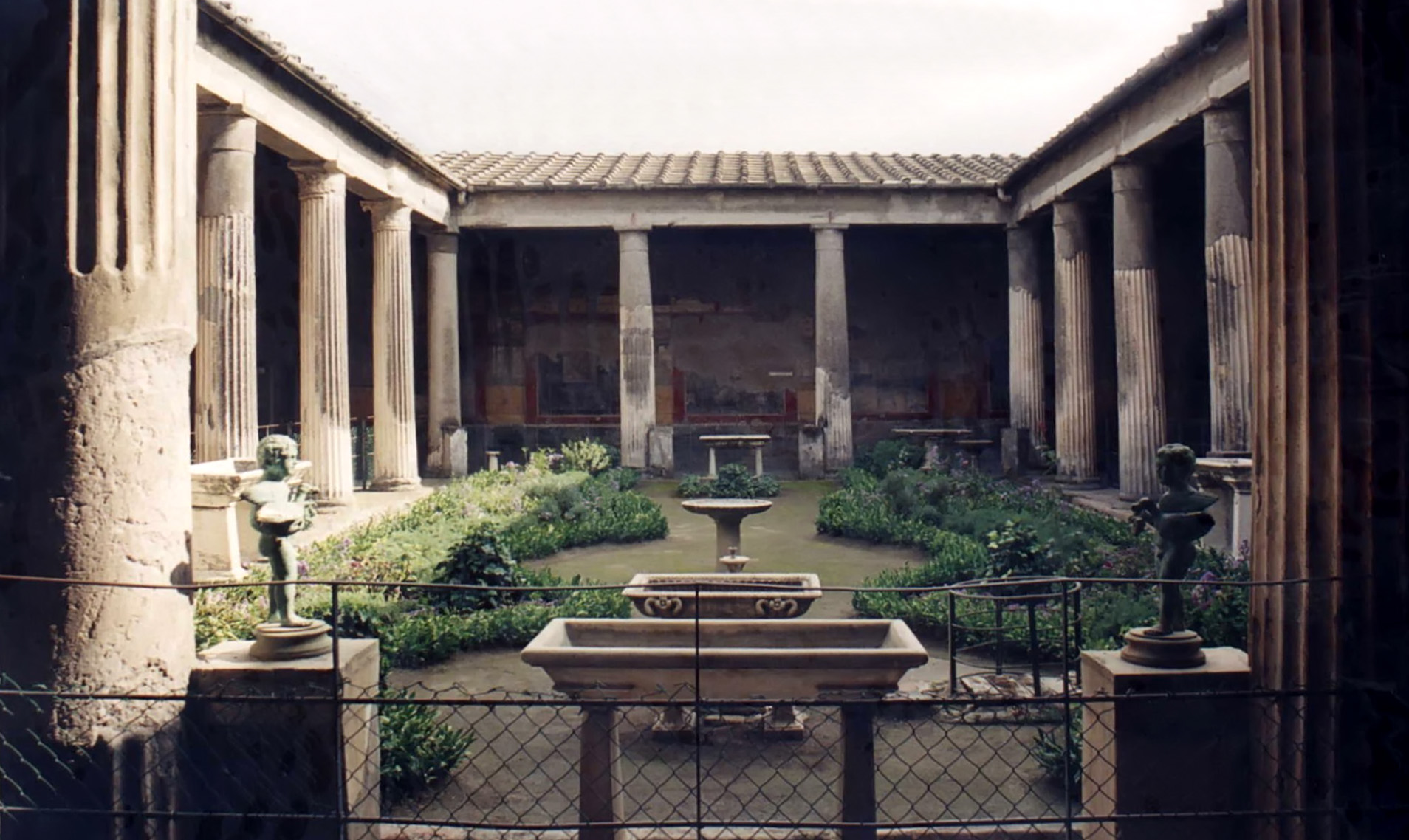
«Дом Веттиев», Помпеи. Внутренний дворик

Жилища более состоятельных римлян представляли собой атриумно-перистильные дома (домусы). Постепенная модификация, появление дополнительных этажей, заложило основу для появления в будущем многоквартирных домов-колодцев с внутренним двором в центре. Атриумно-перистильные дома, помимо собственно атриума и перистиля, включали множество других помещений различной функциональности, беспорядочная пристройка которых в некоторых случаях приводила к потере восприятия жилища как единого целого.
Отдельным видом жилища были императорские резиденции. Первоначально, вероятнее всего, представлявшие тип домуса, в дальнейшем они превратились в многокорпусные ансамбли. В их состав входили как сами дворцы, так и тронные залы, базилики, бассейны, стадиумы, ларарии, жилые корпуса и прочие сооружения.
Ещё одним видом жилища римской знати были виллы. Вилла служила загородным домом для проживания. Появление калориферного отопления позволило им стать местом постоянного проживания в течение круглого года. Виллы были очень разнообразны, могли быть как единым сооружением, так и разбитыми функционально на отдельные здания. Зачастую располагавшиеся на островах и в бухтах, виллы включали в себя и причальные сооружения. Крупнейшие виллы представляли собой обширную архитектурно-ландшафтную композицию с единым замыслом.

### Жилище на Руси
Во времена Древней Руси происходит на фоне развития феодальных отношений преобразование родовых поселений в сёла с общинным укладом, что было вызвано переходом к ведению хозяйства одной семьёй. Жилища людей в этот период сохраняют свою форму, пришедшую из прошлых веков — это наземные либо частично заглублённые в землю дома. На севере главным материалом стен служат бревна, на юге же распространены каркасные конструкции с использованием глины. Дома были большей частью однокомнатные, месторасположение очага обычно определялось у задней стены, в выкопанных углублениях пола делались хозяйственные хранилища.

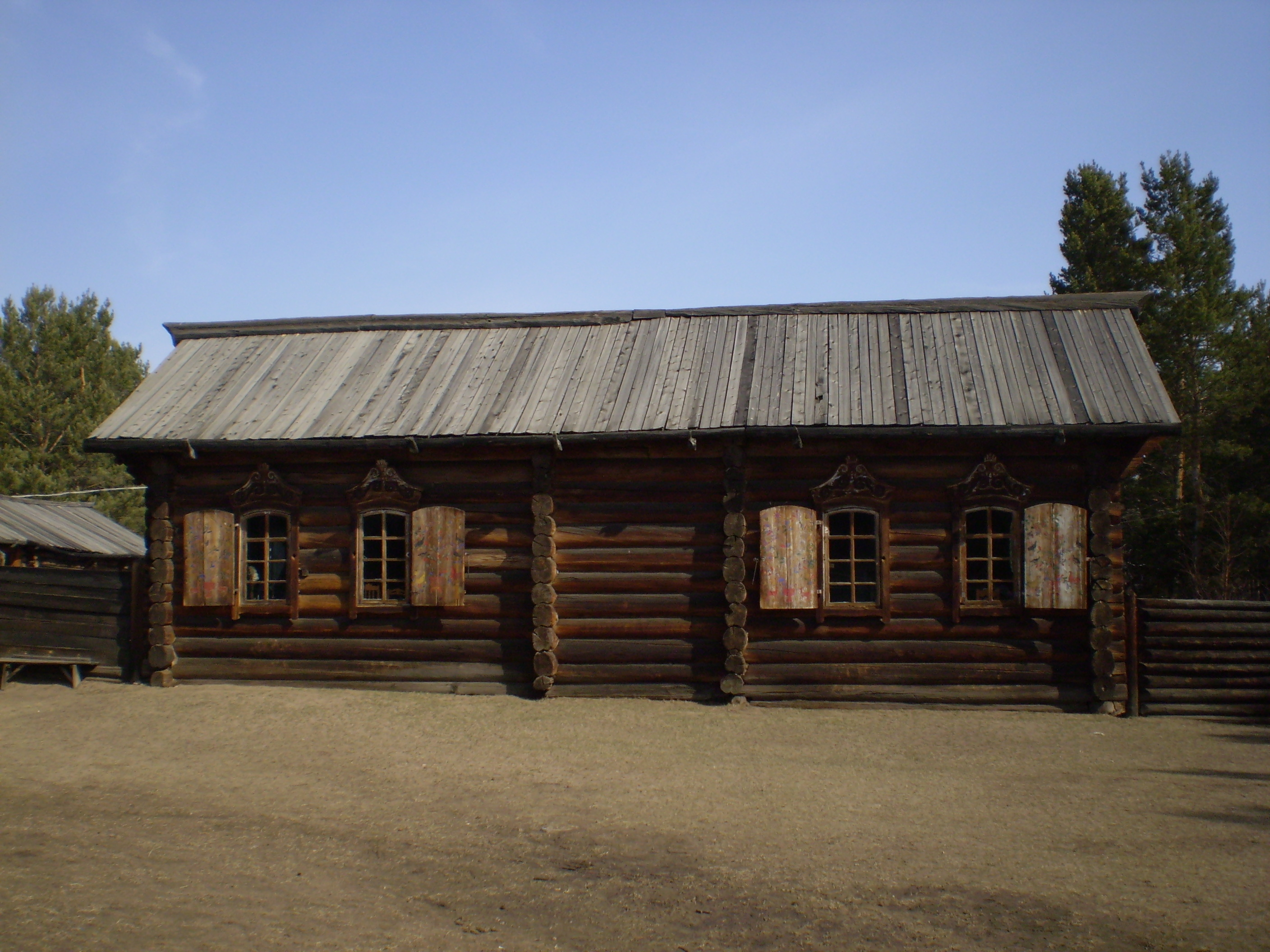
Изба-связь. Две клети-избы связаны в середине сенями. Этнографический музей народов Забайкалья.

В поселениях, где жили князья, происходит дифференциация построек по своему назначению: выделяются церкви, отдельные помещения для слуг, сооружения для хранения пищевых запасов. Наиболее сложную структуру имело жилище князя — хоромы. Хоромы, как правило, представляли собой срубы, объединённые между собой, и имели трёхчленную структуру: сени, теплое жилое помещение, холодное хозяйственное помещение.

### История интерьера и планировки
О самых ранних жилых домах и их интерьерах известно мало, но удаётся отследить их историю до простейших убежищ. Древнеримский архитектор Витрувий полагал, что первым архитектурным решением был шалаш из веток, покрываемых глиняным раствором, — примитивная хижина. Позднее Филипп Табор (Philip Tabor) отмечал, что голландские дома XVII века послужили основой современной архитектуры:

Насколько мы понимаем идею жилого дома, дом домов — это Нидерланды. В первые три четверти XVII столетия эта идея «кристаллизовалась». Как раз в те времена у голландцев было беспрецедентное накопление капитала, и они смогли выделить такие средства на [благоустройство] местного пространства.
Оригинальный текст (англ.)As far as the idea of the home is concerned, the home of the home is the Netherlands. This idea's crystallization might be dated to the first three-quarters of the 17th century, when the Dutch Netherlands amassed the unprecedented and unrivalled accumulation of capital, and emptied their purses into domestic space.

#### Общие комнаты

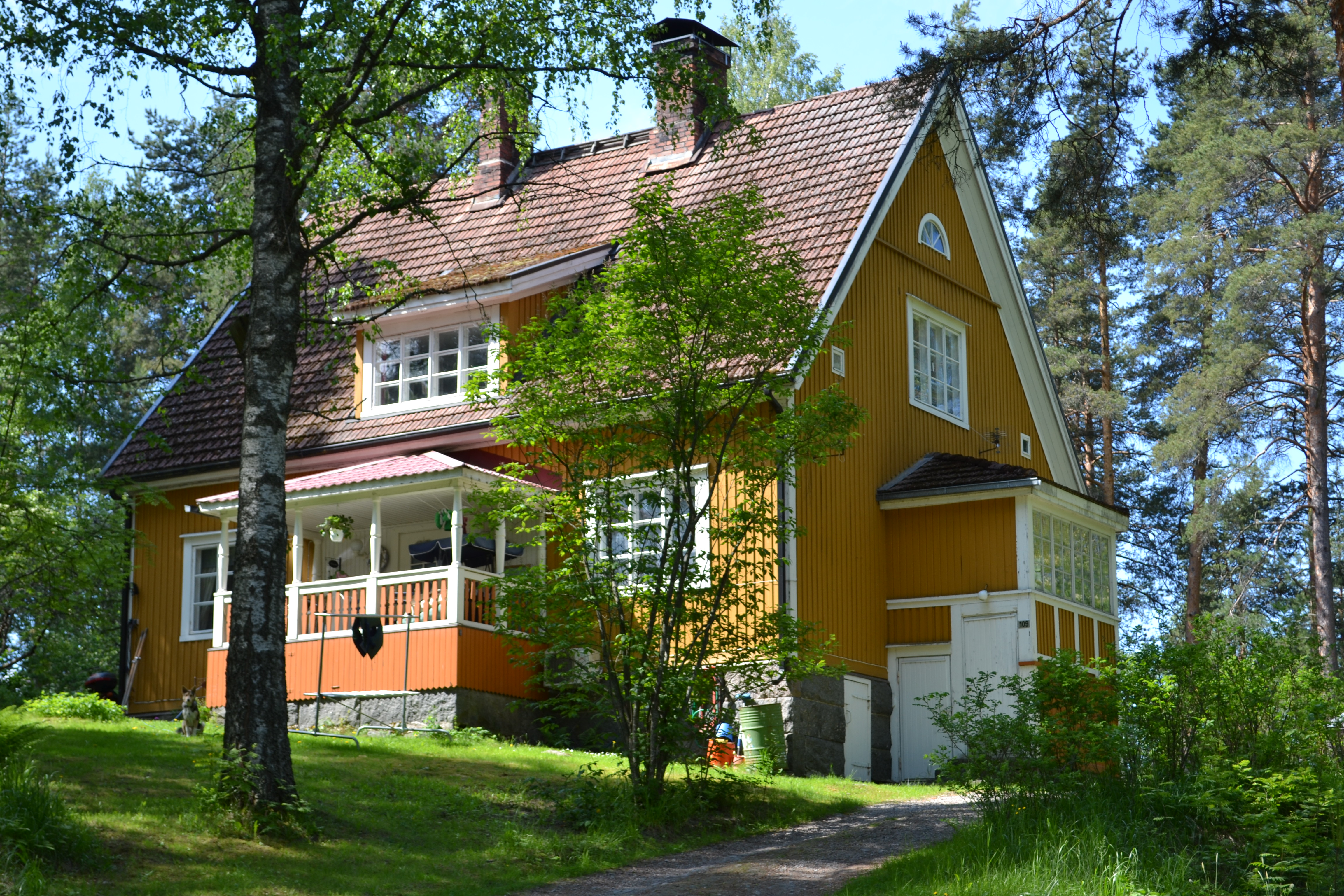
Финский городской дом начала XX века в городе Ювяскюля

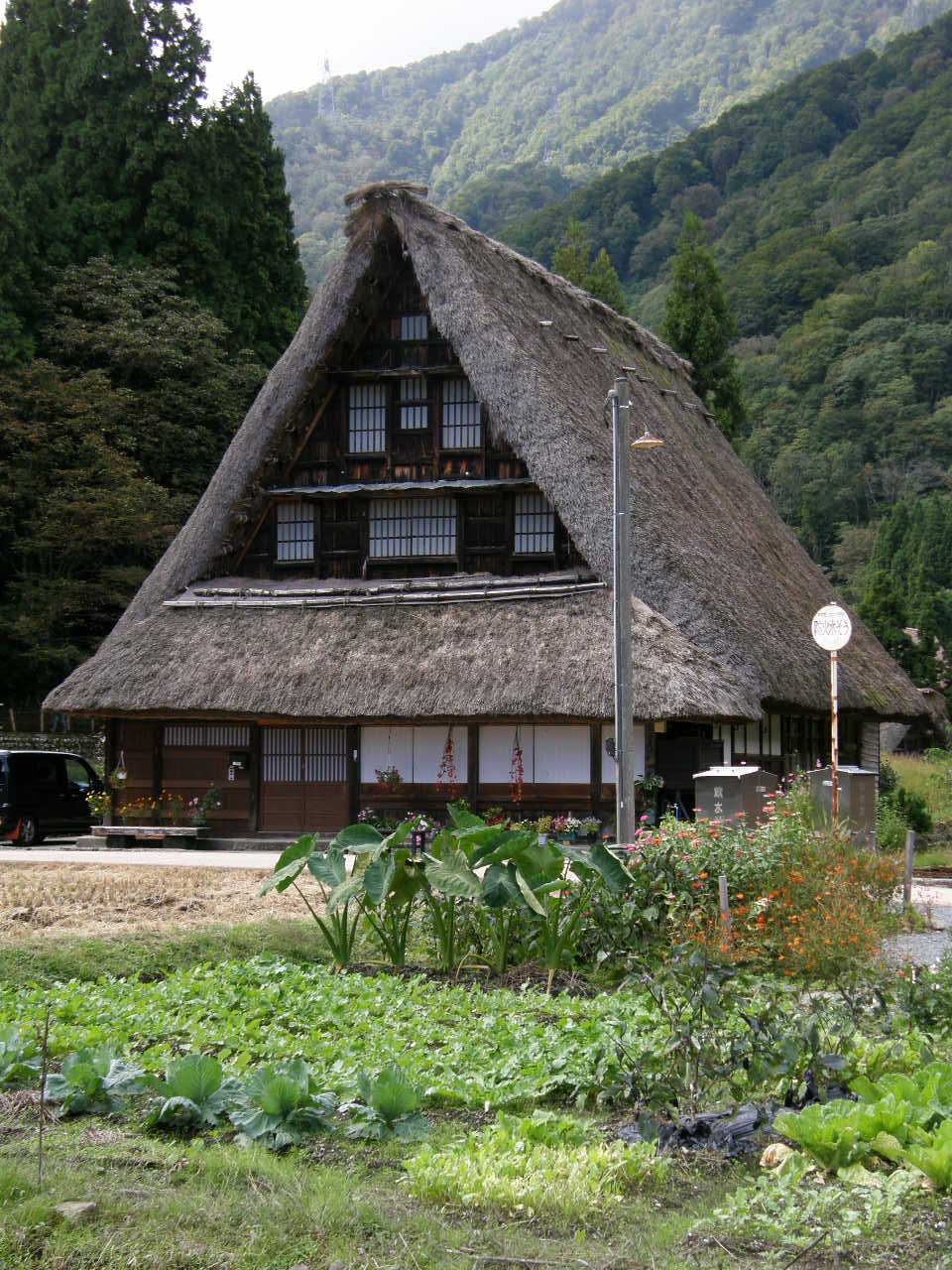
Традиционный японский дом (минка)

В Средние века большинство капитальных жилищ были в усадьбах, где осуществлялись различные виды деятельности и происходили различные события. В тех домах обитало множество людей, включая членов семьи, родственников, работников, слуг и гостей. Их образ жизни был в значительной мере коммунальным, и устройство жилища тому соответствовало. В Большом зале обычно все вместе обедали и проводили собрания, а большая светлица служила общей спальней.

#### Смежные комнаты
Строительство домов со смежными комнатами получило развитие в итальянских дворцах XV и XVI века, в эпоху архитектурного Возрождения. В отличие от помещений усадебного дома, большинство комнат дворца не имели заранее определённого предназначения, но почти каждая из них имела несколько дверей, ведущих во все соседние. Робин Эванс (1944—1993) (англ. Robin Evans) описывал такую планировку как «матрицу из отдельных, но при этом старательно соединённых палат». Это позволяло обитателям такого дворца свободно ходить по всему зданию из комнаты в комнату, порой нарушая границы приватности. «Вообще перемещаться по такому зданию было возможно только так — переходя из комнаты в комнату, а из той опять в соседнюю. Лестницы и коридоры, если они и были, вели из только одного помещения в другое и никогда не образовывали „общей дороги“. Несмотря на то, что стены комнат разграничивали отдельные пространства, вилла в целом имела открытую планировку, относительно проницаемую для множества жильцов такого строения». Открытая планировка побуждала жильцов к социальности и связности.

#### Коридор
Один из ранних примеров появления коридора мы находим в Бофор-Хауз (англ. Beaufort House), построенном в 1597 году в лондонском Челси по проекту английского архитектора Джона Зопа (англ. John Thorpe), который на своих чертежах сделал надпись: «Длинный проход через всё» (англ. A Long Entry through all). В этом доме уже можно было из каждой комнаты выходить на улицу через общий коридор и общую входную дверь, а не через смежные комнаты. Для того времени такое архитектурное решение было революционным. Английский архитектор Роджер Пратт (англ. Roger Pratt) писал, что «наличие посередине общего прохода, идущего по всей длине дома, позволяло людям не беспокоить друг друга постоянными проходами через смежные комнаты». В XVII веке расслоение общества и неравенство между людьми усилилось, общественные классы и сословия ещё чётче оформились и обособились. Это не могло не повлиять на архитектуру. В планировке богатых домов того времени было заложено довольно строгое разделение внутреннего пространства между слугами и высшим классом; обычный слуга не имел права выходить за пределы отведённой ему территории, тем более в присутствии гостей хозяина или других посторонних. Это же социальное разделение между бедными и богатыми привело к тому, что в XIX века в большинстве британских городских домов были устроены коридоры, а не смежные комнаты.
Социолог Уитольд Рубцински отметил, что тогда началось «разделение жилища на пространства дневного и ночного использования, на формальные и неформальные места». Обычная комната в то время уже имела единственную дверь, ведущую в общий коридор, и окончательно превратилась из общего в сугубо частное специализированное пространство.

## Отделение дома от работы

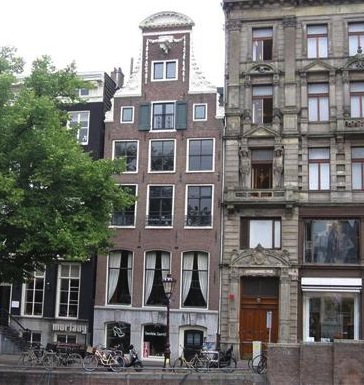
Дом в Амстердаме, построен в 1669 году

В древности и в Средние Века большинство людей трудились там же, где и жили: в своём доме, либо рядом с ним: на участке земли, скотном дворе, в мастерской или в торговой лавке. В Голландии XVII века началось всё большее отделение домашнего хозяйства от работы, ремесла или бизнеса, вызванное промышленной революцией, созданием крупных фабрик и вытеснением мелких ремесленников.
В отличие от огромных домов английского Ренессанса, в Голландии в «золотом» XVII веке строили дома значительно меньшей площади, в каждом из которых проживало максимум четыре-пять человек. У голландцев того времени было принято надеяться на себя, полагаться на собственные силы, в том числе обходиться без помощи прислуги в домашнем хозяйстве. Потому жилые дома проектировались малогабаритными: так, чтобы дом мог обслуживаться силами проживающей в нём семьи. Голландские жилые дома того времени превратились в комфортные убежища, предназначенные только для отдыха и общения в кругу семьи и близких друзей, и уже очень походили на современные. Приватность была также важна; потому, несмотря на компактность голландского дома, в нём также делался общий коридор, а не смежные комнаты. К концу XVII века процесс трансформации голландских жилых домов в близкий к современному вид был завершён.

## Эволюция жилища в XIX—XX веках
Промышленная революция привела к тому, что в городах резко повысился спрос на жилище: внаем сдавали чердаки, подвалы, сараи, кладовые.

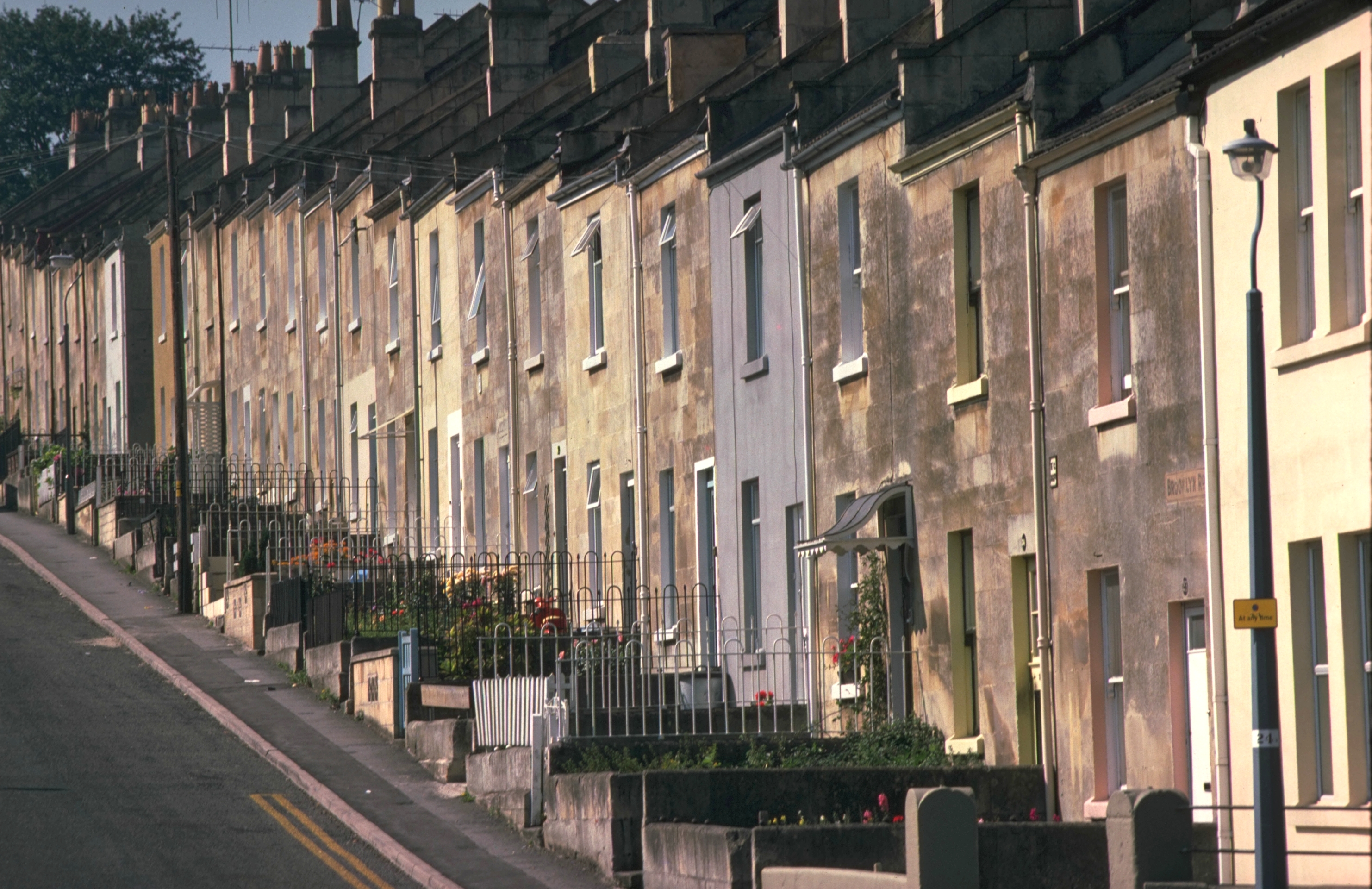
Бедняцкий район, Бат, Великобритания

В Великобритании после промышленной революции возникла необходимость в жилье для огромного числа работников заводов и фабрик. В связи с этим с целью удешевить и ускорить строительство стали массово возводить жилые сблокированные многосекционные дома террасного типа (несколько сблокированных домов в ряд с общими стенами, причём каждое здание зеркально повторяет внешний облик соседнего). Улицы английских городов заполонили неприглядные ряды кирпичных домов в два этажа — внизу кухня с печкой на угле, выходы на улицу и в минисадик, наверху — единственная жилая комната на всех.
Жилищем буржуазии был, как правило, особняк. Для представителей технической и художественной интеллигенции строились сравнительно небольшие дома-коттеджи.

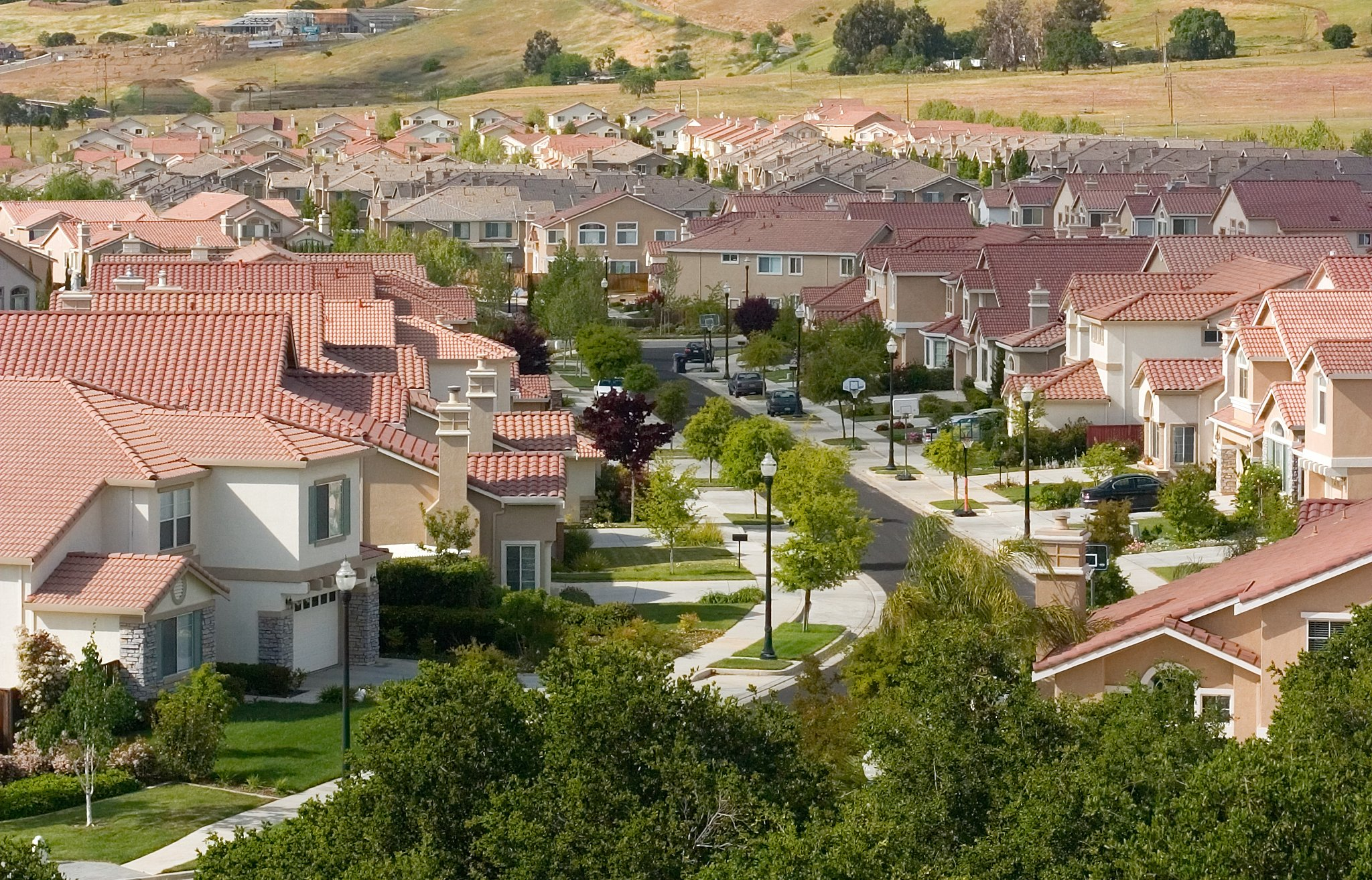
Пригород Сан-Хосе (Калифорния), США.

Автомобилизация в развитых странах в 1920—1930-х годах привела к росту пригородов, особенно в США. После Второй мировой войны появились новые технологии массового строительства однотипных, сравнительно недорогих жилых домов.

## Многоквартирные дома
Многоквартирные дома впервые появились в Древнем Риме.
В Европе практика строительства многоквартирных арендных домов возродилась в середине XVII века. Стоимость аренды квартир зависела от этажа, на котором они располагались: чем выше, тем дешевле.

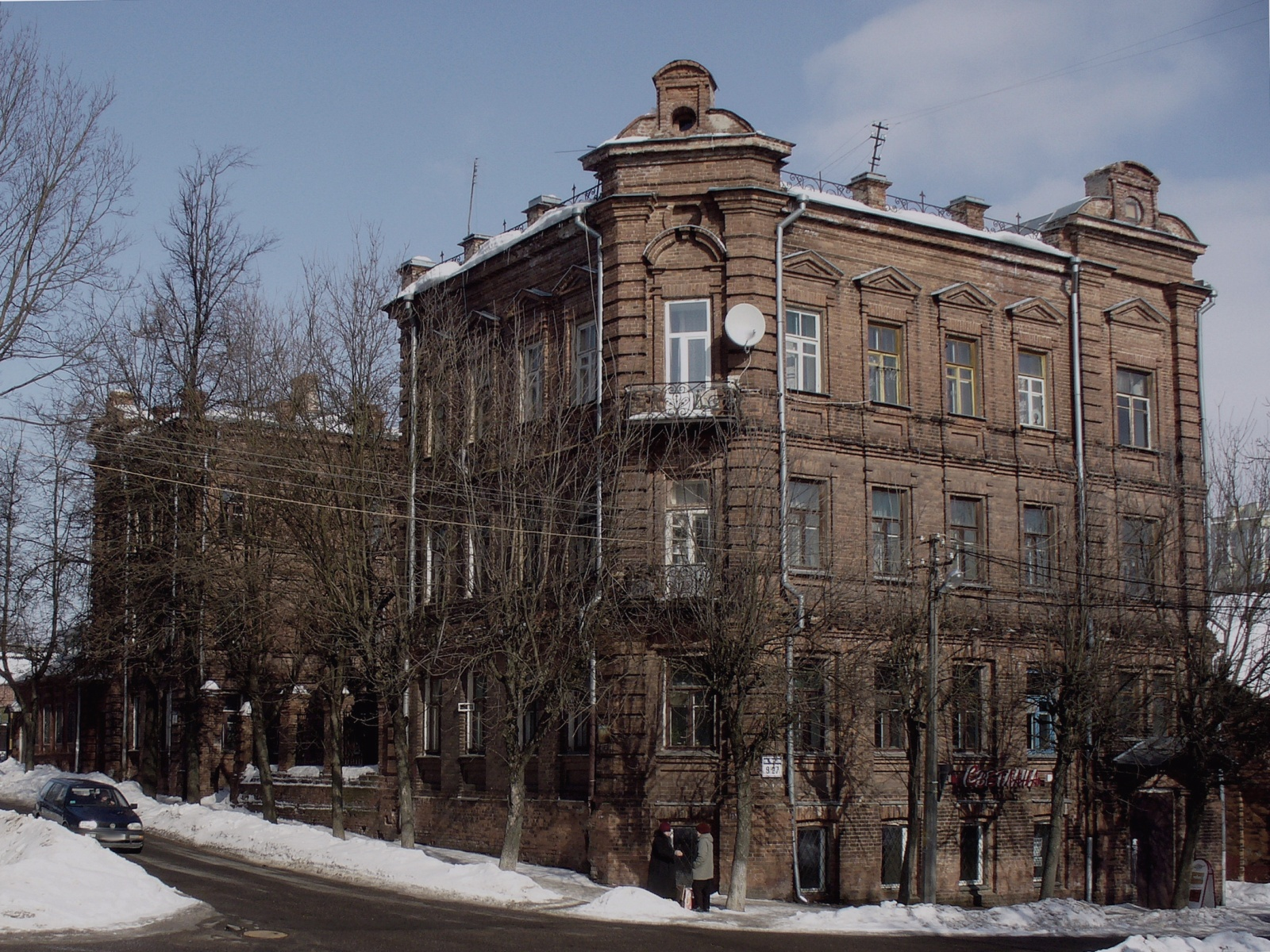
Бывшие доходные дома постройки конца XIX — начала XX века в Витебске, Беларусь

Утверждение капиталистических отношений с начала XIX века стимулировало строительство доходных домов с квартирами, сдаваемыми внаем.
Помимо многоквартирных домов для рабочих, во многих европейских городах во второй половине XIX века стали появляться дома с арендными квартирами для среднего класса и высшего класса. К 1880 гг. благодаря появлению таких технических новинок, как лифт, популярность жилища этого типа значительно возросла.

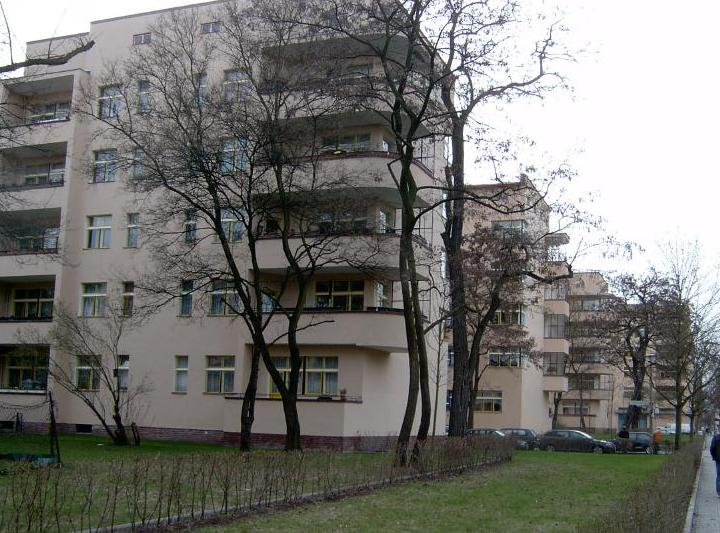
Жилой комплекс им. Карла Легина в берлинском районе Пренцлауэр-Берг. 1929 год

После Первой мировой войны в Германии необходимость строить дешёвое, но при этом достаточно комфортное жильё для быстро растущего числа рабочих, привело к появлению нового направления в архитектуре многоквартирных домов, которое пропагандировалось Высшей школой строительства и художественного конструирования, известной как Баухаус. 

## Жильё в СССР
После отмены частной собственности в 1918 году дома, ранее принадлежавшие буржуазии, стали заселяться семьями рабочих. Необходимость наладить управление домовым хозяйством привела к спонтанному возникновению своеобразной формы проживания — домов-коммун. Жильцы создавали органы самоуправления, непосредственно в доме начинали функционировать общественные кухни-столовые, ясли, прачечные и т. п. Желание ускорить процесс становления коммунальных форм быта, развитию которого, как предполагалось, мешало архитектурно-планировочное решение старых зданий, были предприняты попытки разработать проекты жилья нового типа, в котором основообразующим ядром должны были стать общественные помещения.

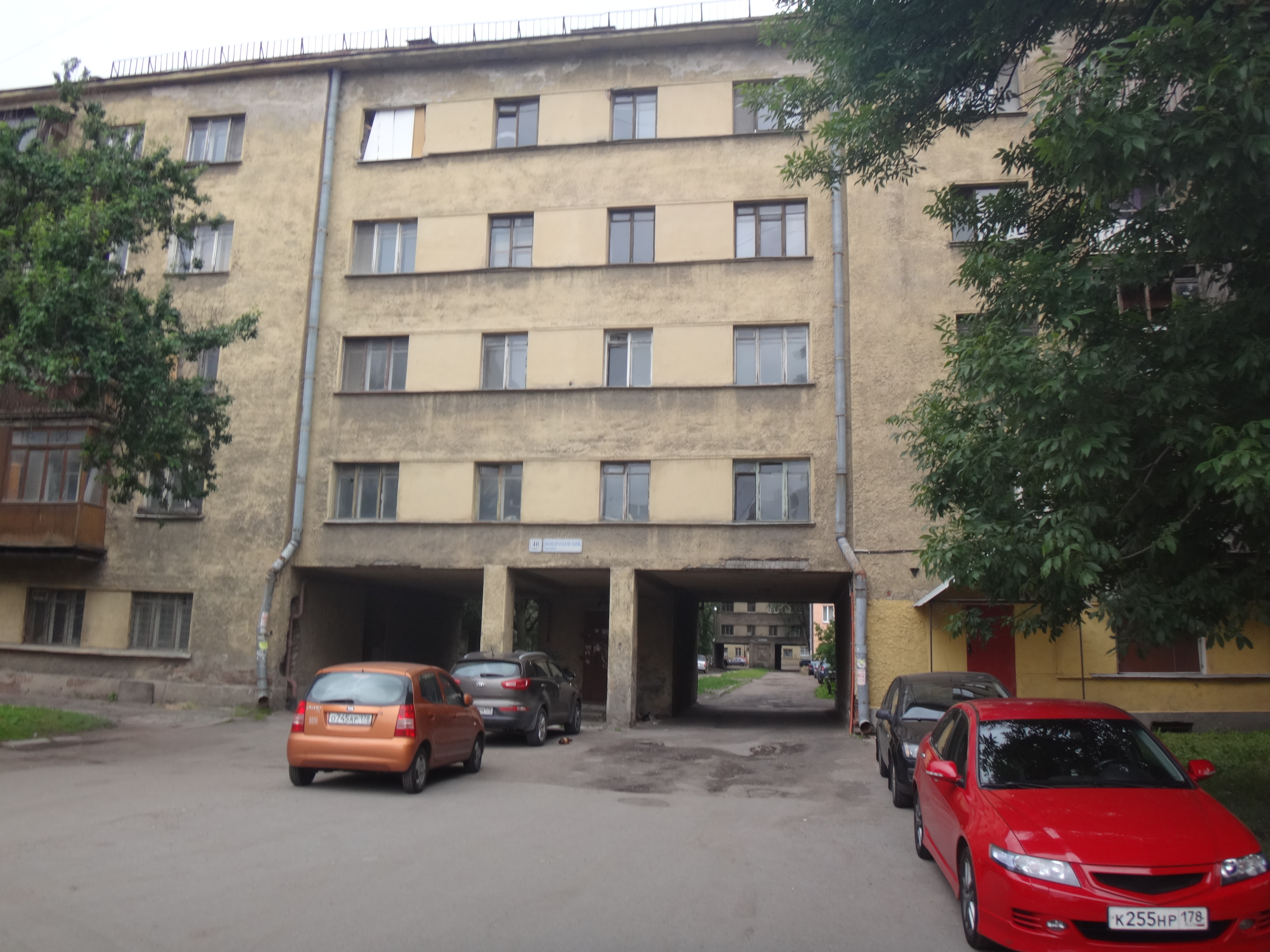
Двор Кондратьевского жилмассива

По такому принципу были возведены дом-коммуна архитектора И. С. Николаева, Дом Наркомфина в Москве, Дом-коммуна инженеров и писателей, Дом политкаторжан, Бабуринский, Батенинский и Кондратьевский жилмассивы в Ленинграде. В квартирах на одну-две семьи предусматривались умывальники, кухни (или шкафы-кухни для разогрева пищи, доставлявшейся в термосах из фабрик-кухонь) и ватерклозеты, а банно-прачечные процедуры осуществлялись либо в ванно-душевых комплексах на несколько квартир, либо в банях и прачечных, входивших в состав комплекса.
Появление в дальнейшем во времена НЭПа квартирной платы ознаменовало возникновение новой формы жилого быта — кооперации с долевым участием. Дома, построенные в 1920-е годы под эту форму быта, уже были ближе к обычным жилым домам, состоящим от отдельных ячеек с отсутствием или небольшим количеством общественных помещений. Одновременно с многоквартирными домами очень широко развивалась малоэтажная застройка, в которой отдельный дом состоял лишь из нескольких квартир. Подобными домами застраивались целые рабочие кварталы.
В 1930-х годах строительство жилых домов разворачивается не только в рабочих поселках, но и на свободных территориях городов. Жилые здания стали формообразующим элементом целых кварталов и должны были удовлетворять более серьёзным требованиям. Помимо усовершенствования внешнего вида, развитию подверглась непосредственно жилая среда — жилые помещения в зданиях. Были увеличены нормы по площади квартир, высоте потолка, обязательным становилось наличие в квартире ванной. Широкое распространение получили секционные дома на две квартиры с лифтом и четырёхквартирные секции.
Для поддержания темпов ввода жилых зданий в эксплуатацию вся данная отрасль была переведена на типовое проектирование, с 1940 года индивидуальные проекты сводились к минимуму. Сороковые годы характерны развитием типового малоэтажного строительства. Домами в 2-3 этажа застраивались целые кварталы. Но для больших городов такой тип жилых домов скоро был признан нецелесообразным и было возобновлено строительство 4-7 этажных зданий. В 1947 году возводится первый каркасный крупнопанельный жилой дом, что явилось началом отсчёта крупнопанельного строительства в СССР, приобретшего в дальнейшем большой размах.

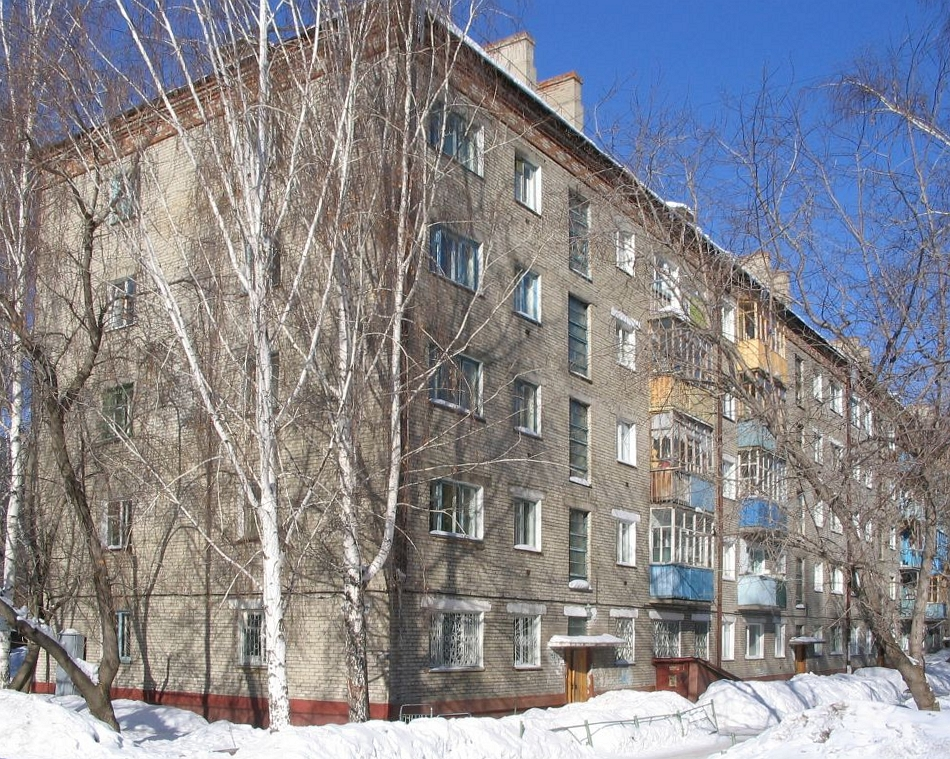
Кирпичная хрущёвка в Томске

С середины 1950-х годов главными целями становятся массовость и индустриальность: здания должны быстро собираться из деталей, изготовленных на предприятиях. Данные цели видоизменили представления об архитектуре жилища: уходят на второй план эстетика и излишества, во главу угла ставятся планировка и технология изготовления. Именно в эти годы закладывается подход, в результате которого появились сотни жилых безликих кварталов, похожих один на другой, лишённые какой-либо выразительности и индивидуальности. К концу пятидесятых вводятся новые нормативы на жильё: минимально допустимые размеры комнат и особенно кухонь значительно уменьшаются, разрешены совмещённые санузлы. Всё это позволяло удешевить жильё.
Планировочные решения крупноэлементного строительства были плохо приспособлены для малых семей (из 1-3 человек). Это привело к возникновению в 1960-е года особого типа жилья — домам гостиничного типа. Они имели коридорную систему и соединялись с блоком общественного обслуживания.

## Жильё в России

### Законодательство
Согласно жилищному законодательству Российской Федерации:
• К жилым помещениям относятся:
1) жилой дом, часть жилого дома;
2) квартира, часть квартиры;
3) комната. (ЖК РФ Статья 16 Часть 1)
• Жилым домом признается индивидуально-определённое здание, которое состоит из комнат, а также помещений вспомогательного использования, предназначенных для удовлетворения гражданами бытовых и иных нужд, связанных с их проживанием в таком здании (ЖК РФ Статья 16 Часть 2);
• Квартирой признается структурно обособленное помещение в многоквартирном доме, обеспечивающее возможность прямого доступа к помещениям общего пользования в таком доме и состоящее из одной или нескольких комнат, а также помещений вспомогательного использования, предназначенных для удовлетворения гражданами бытовых и иных нужд, связанных с их проживанием в таком обособленном помещении (ЖК РФ Статья 16 Часть 3).
• Комнатой признается часть жилого дома или квартиры, предназначенная для использования в качестве места непосредственного проживания граждан в жилом доме или квартире (ЖК РФ Статья 16 Часть 4).

### Многоквартирные дома
Землетрясения в Армении и Нефтегорске, террористические взрывы жилых домов в России и взрывы бытового газа в квартирах с разрушительными последствиями, выявили недостаточную прочность и ненадёжность значительной[какой?] доли жилищ советской постройки. Сталь примерно в 10 раз прочнее бетона, поэтому отдельные многоэтажные высотные здания стали строить с использованием стальных опор и каркасов.
Характерным наследием советской эпохи являются серийные постройки многоэтажных домов, также различаемые по типу постройки: сталинки, хрущёвки, брежневки.

### Частный дом
В России и в других странах постсоветского пространства, кроме классических отдельно стоящих жилых домов, также распространены постройки типа барака — бывшие барачные сооружения на несколько вместе живущих семей, ныне разделённые на несколько семей-собственников, как правило на две-три семьи. При купле-продаже, чтобы различать отдельно стоящие дома и постройки барачного типа, первые принято называть флигелями. Также распространены коттеджи, дачи, загородные дома.

## В других странах
В Китае, стремящемся к 2020 году к строительству среднезажиточного общества, в 2003 году были определены нормы «малого достатка» в жилищной сфере — «каждой семье по квартире, каждому человеку по комнате со всеми удобствами». Согласно данным проведённой в 2000 году всеобщей переписи, на каждого китайца приходилось в среднем 0,78 комнаты. К 2007 году средний размер жилплощади, приходящейся на одного городского жителя, увеличился с 22,8 м² в 2002 г. до 27 с лишним кв. м.
На Украине, согласно оценкам девелоперов, обеспеченность жильём составляет порядка 26,5 м² на человека.

## Жилища людей
К жилищам, возникшим до городов, относятся временные жилищные постройки, такие как эскимосские иглу, полустационарные строения типа пуэблито и стационарные строения типа гомстедов в Новой Англии.
К «восточным городским» жилищам относятся дома древних греков и римлян, традиционные городские дома в Китае, Индии и мусульманских городах.
К «западным городским» жилищам относятся средневековые городские дома, таунхаусы эпохи Возрождения, а также дома, в том числе квартирного типа, XIX и XX столетий. 

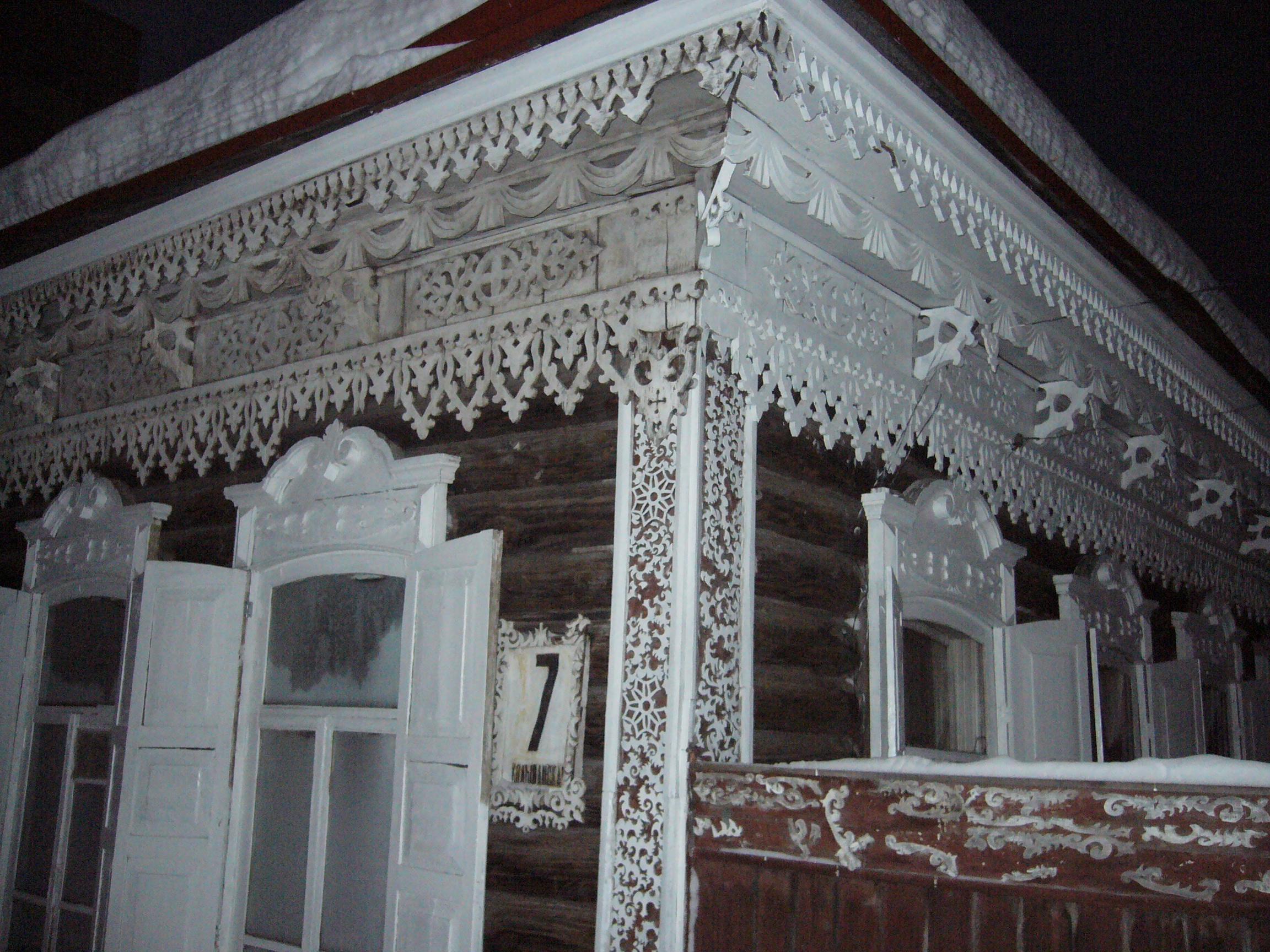
Дом в Новосибирске
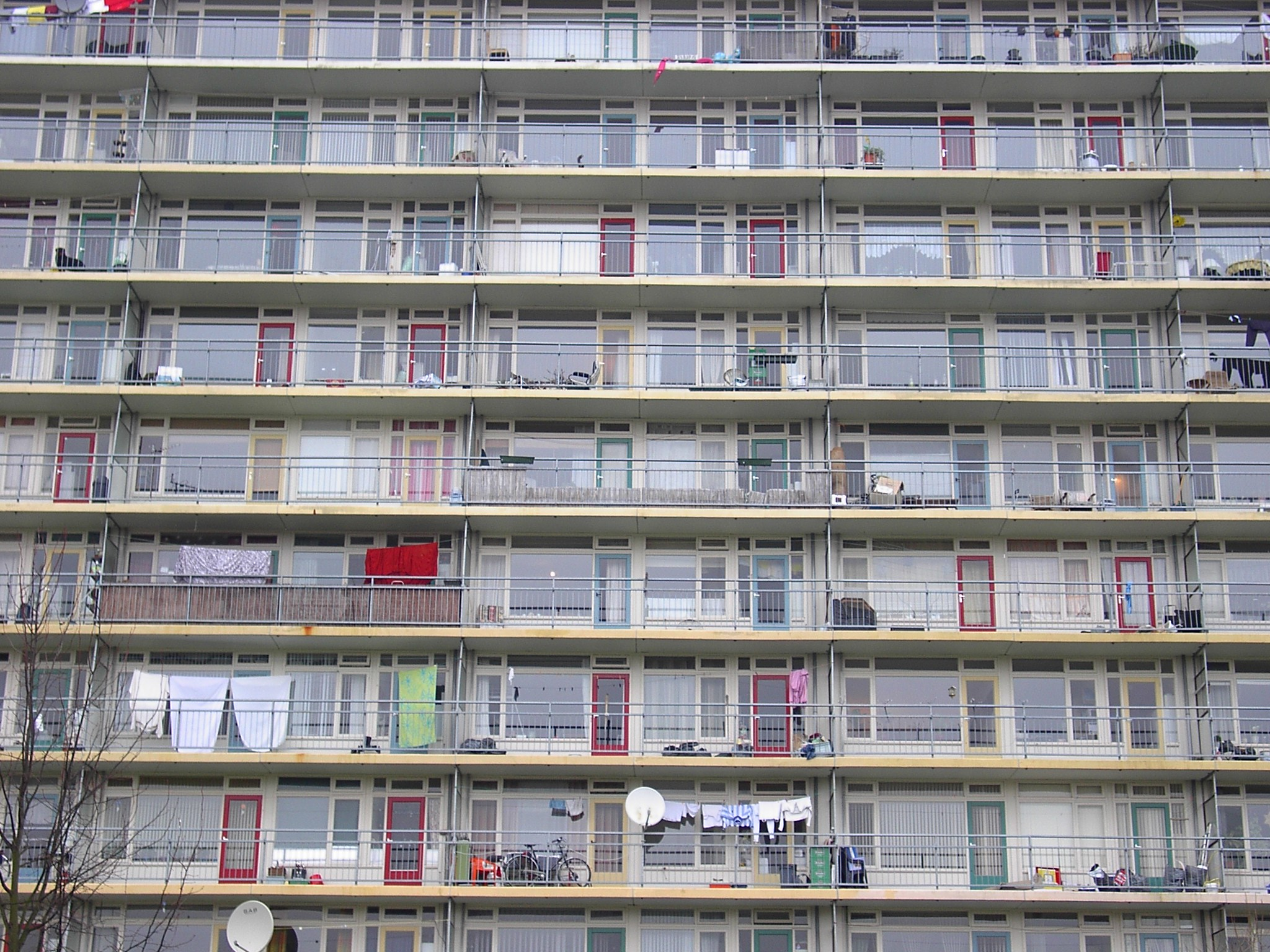
Многоквартирный дом в Нидерландах
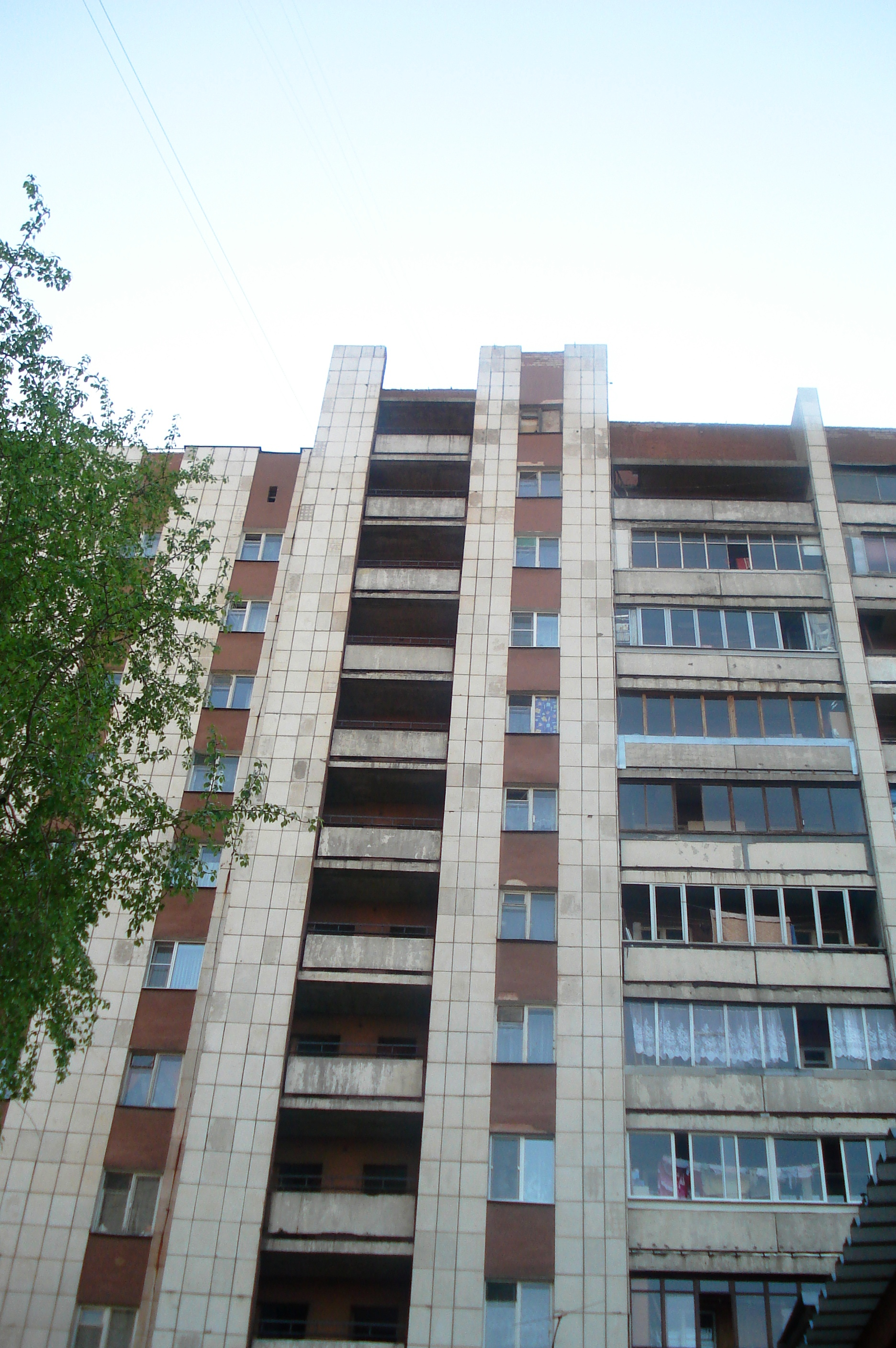
Двенадцатиэтажный жилой дом в России

### Национальные жилища
В различных регионах у местного населения сложились свои типы национальных жилищ. У кочевых племен это как правило различные шатры, юрты, чумы, вигвамы. В горных районах строились шале, пальясо, трулло. На равнинах избы, хаты, мазанки и т. п.

| - вигвам (Северная Америка) - типи (Северная Америка) - хоган (Северная Америка) - пальясо (Испания) - трулло (Италия) - фанза (Китай) | - шатер (Аравия, Северная Африка) - юрта (Казахстан, Кыргызстан, Монголия) - иглу (Гренландия) - чум (Сибирь) - яранга (Сибирь) - рондавель (ЮАР) | - шале (Швейцария) - изба (Россия) - хата (Украина) - мазанка (Украина) - сакля (Грузия) |

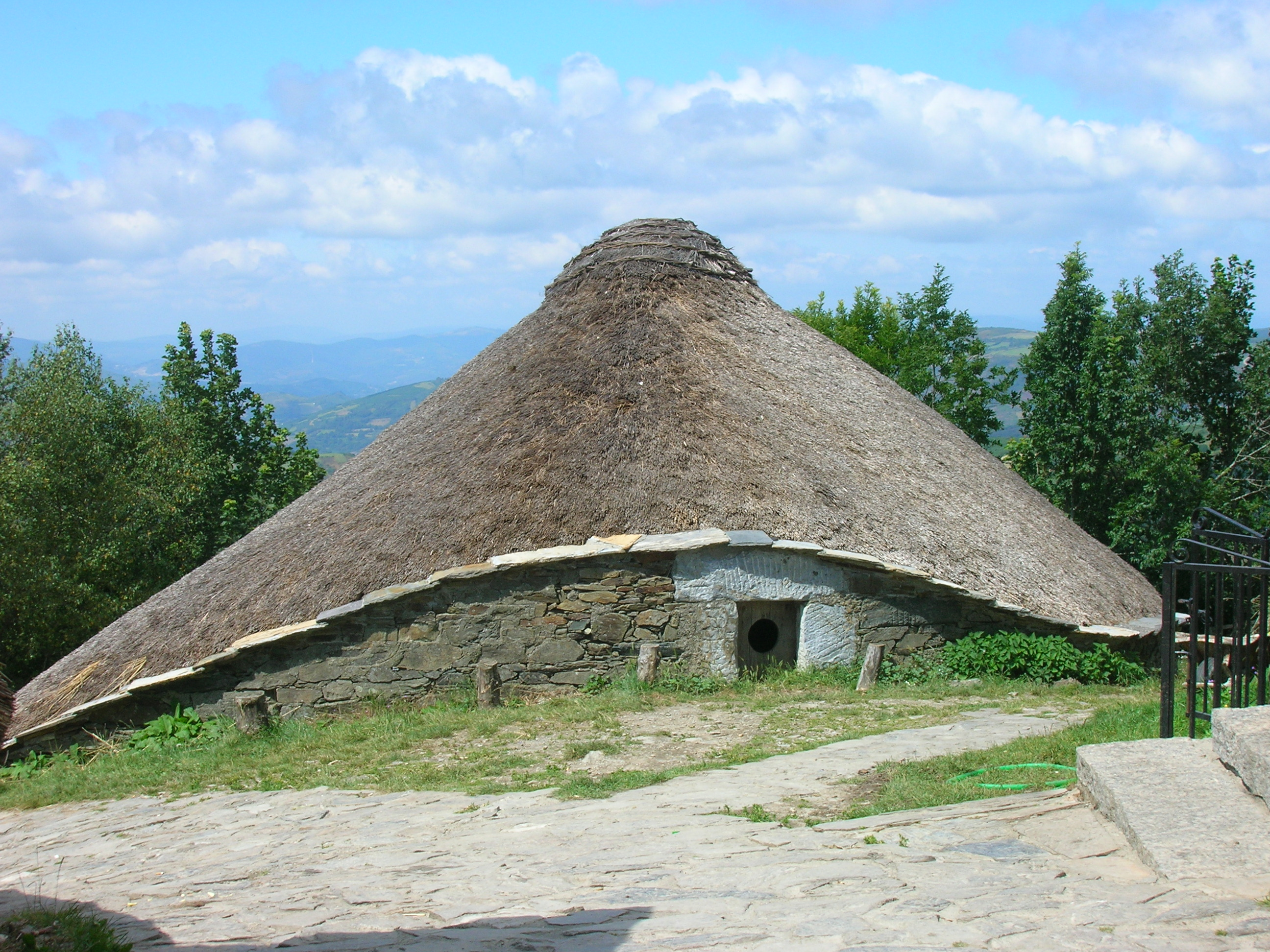
Пальясо в Испании
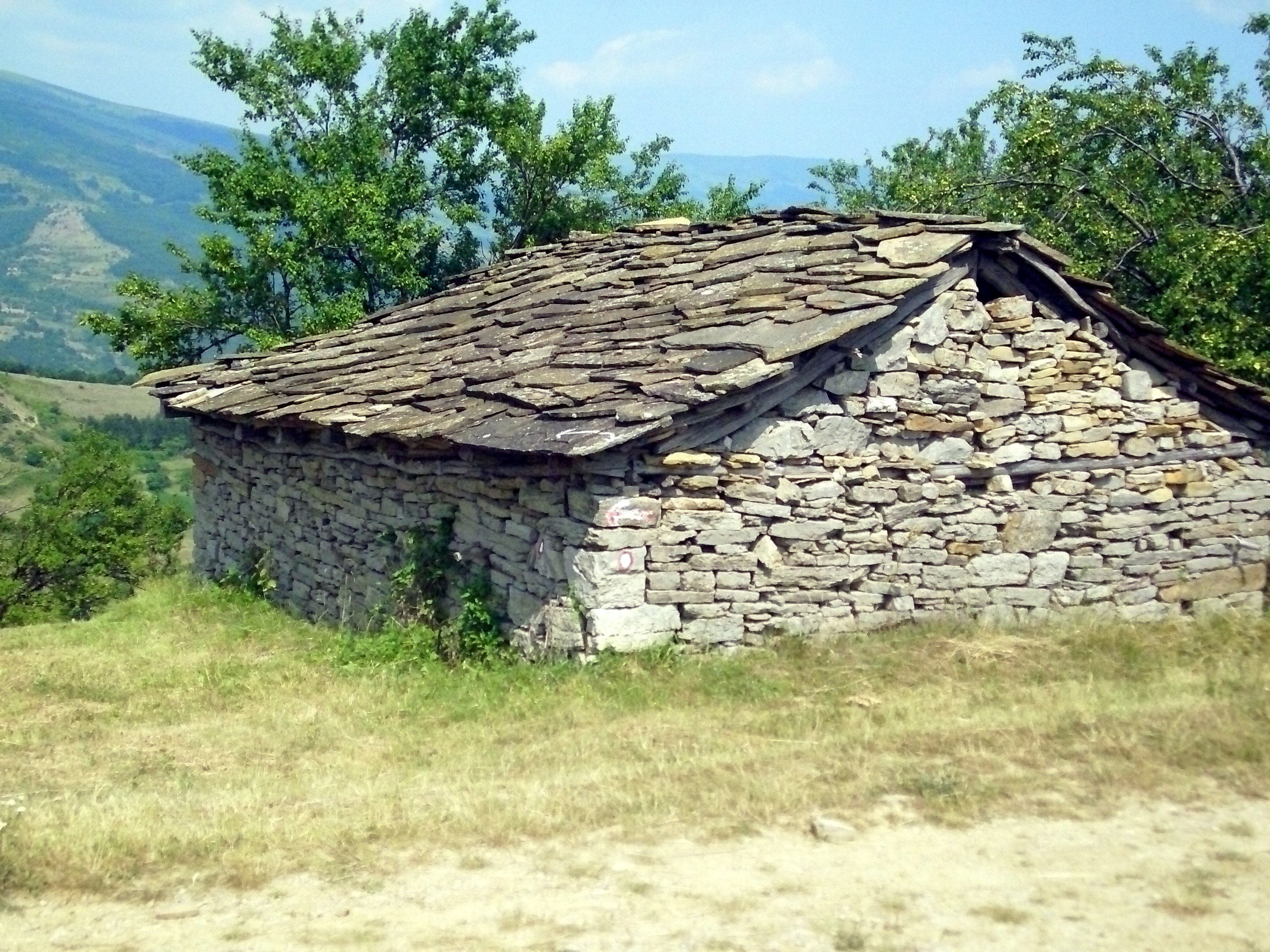
Традиционный каменный дом в Сербии
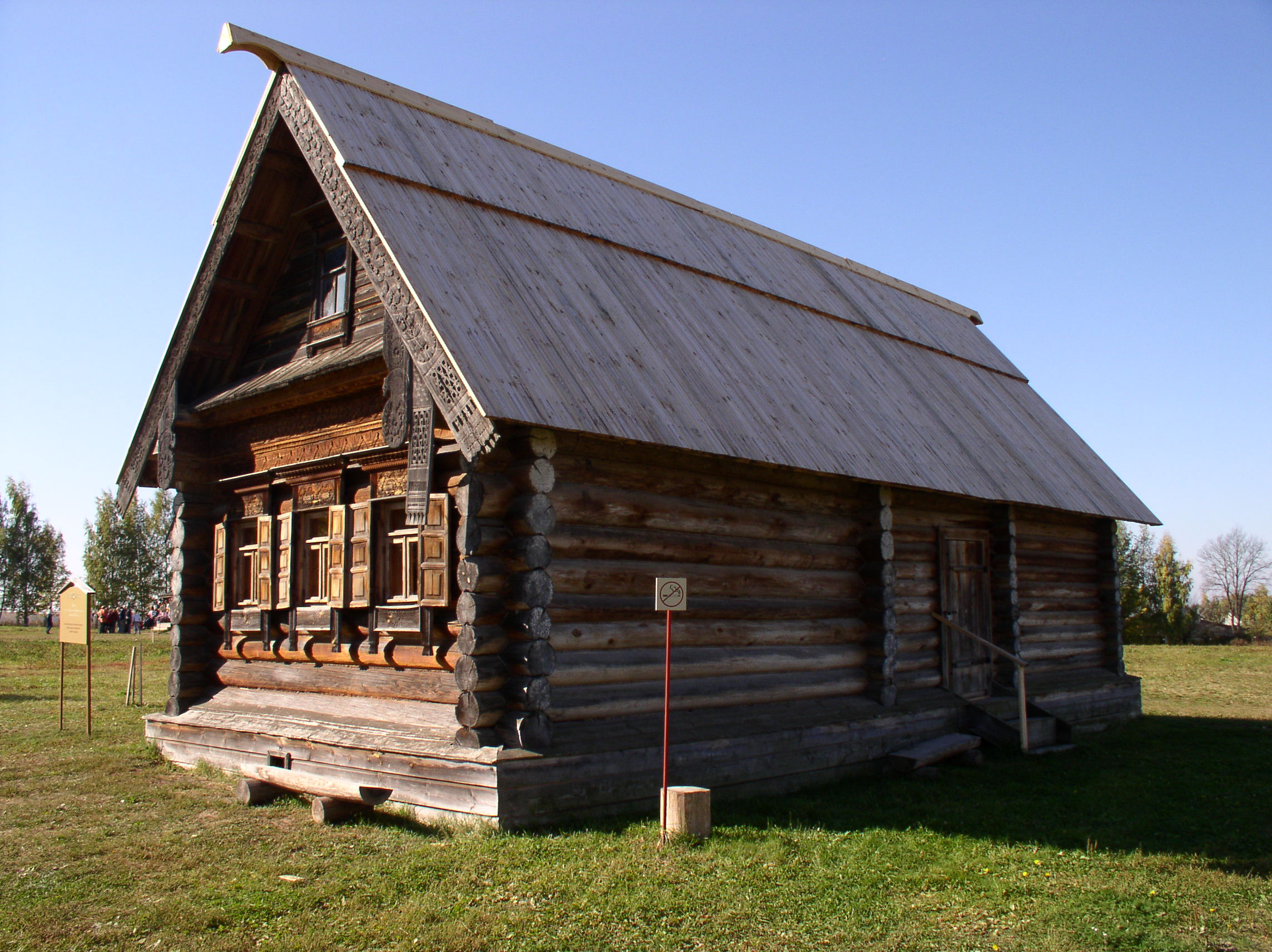
Изба
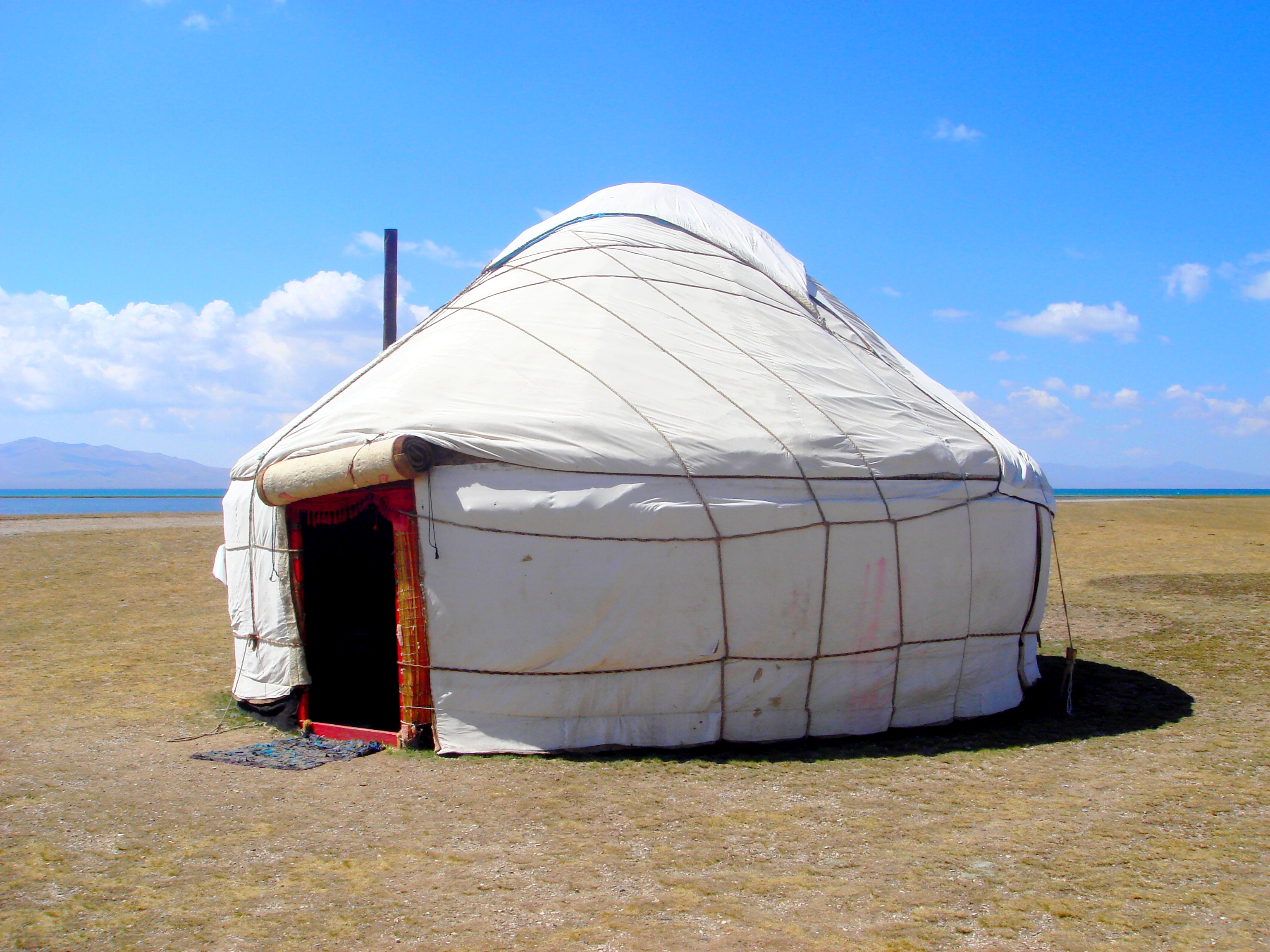
Юрта
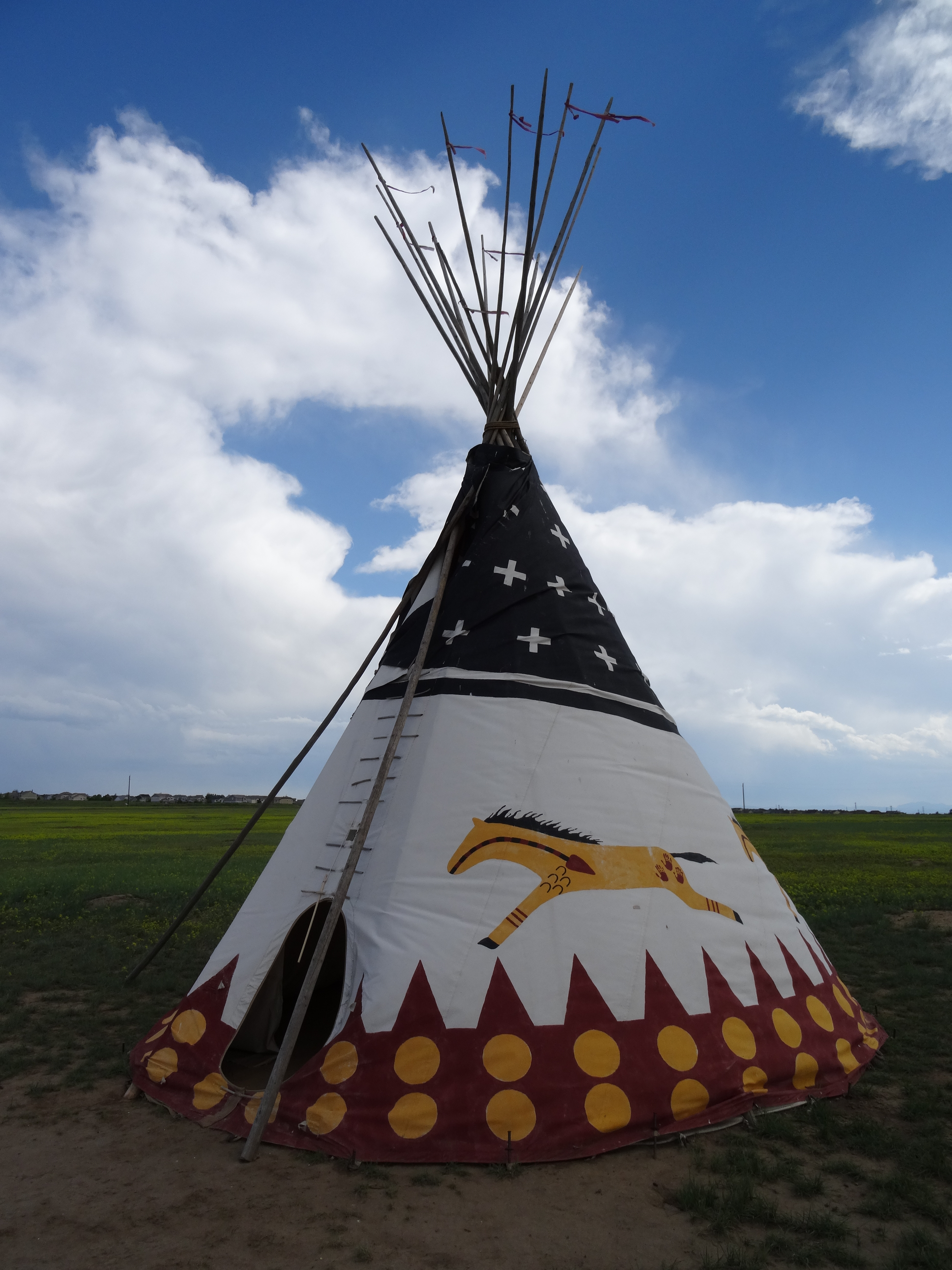
Типи - жилище североамериканских индейцев
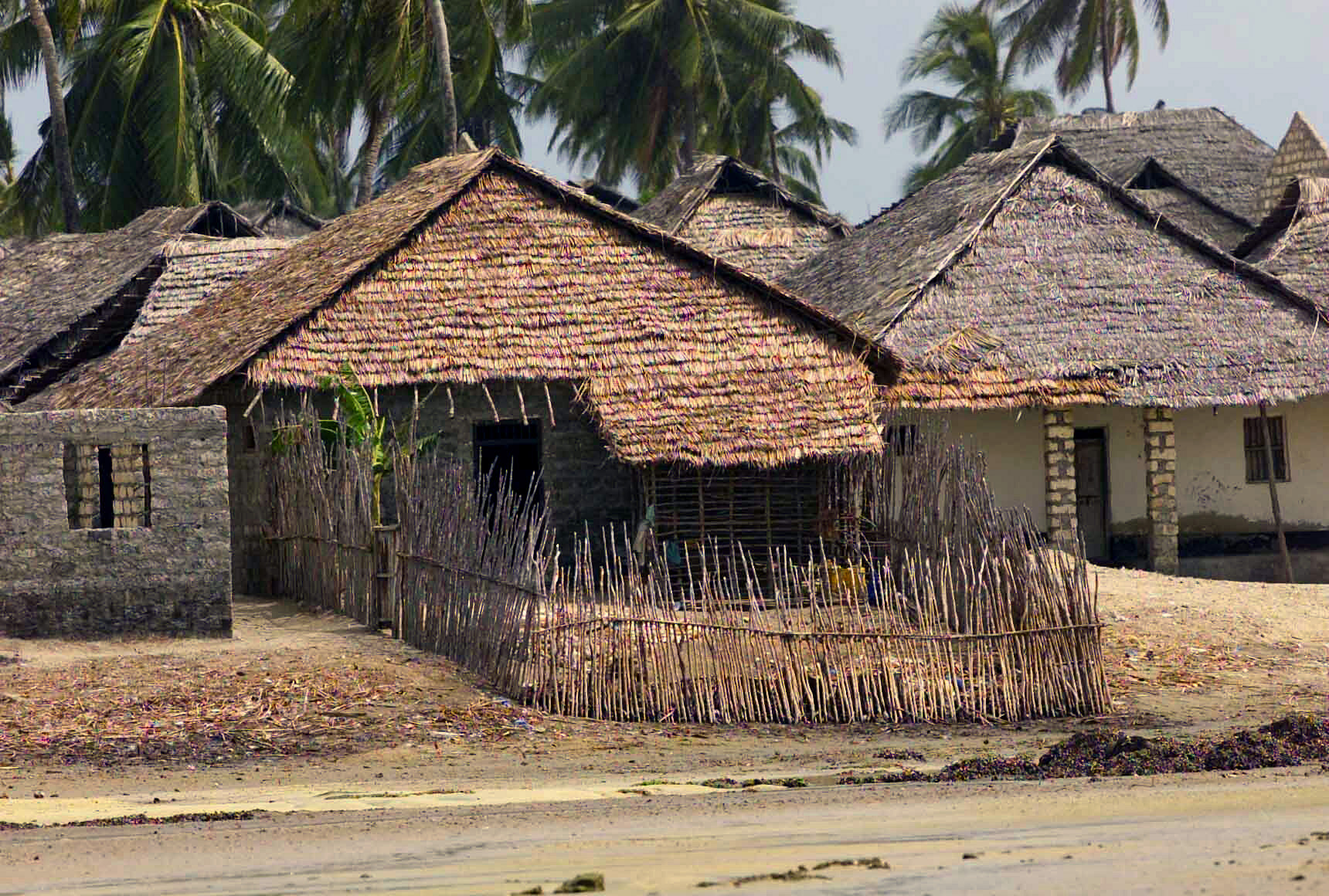
Традиционные жилища в Кении
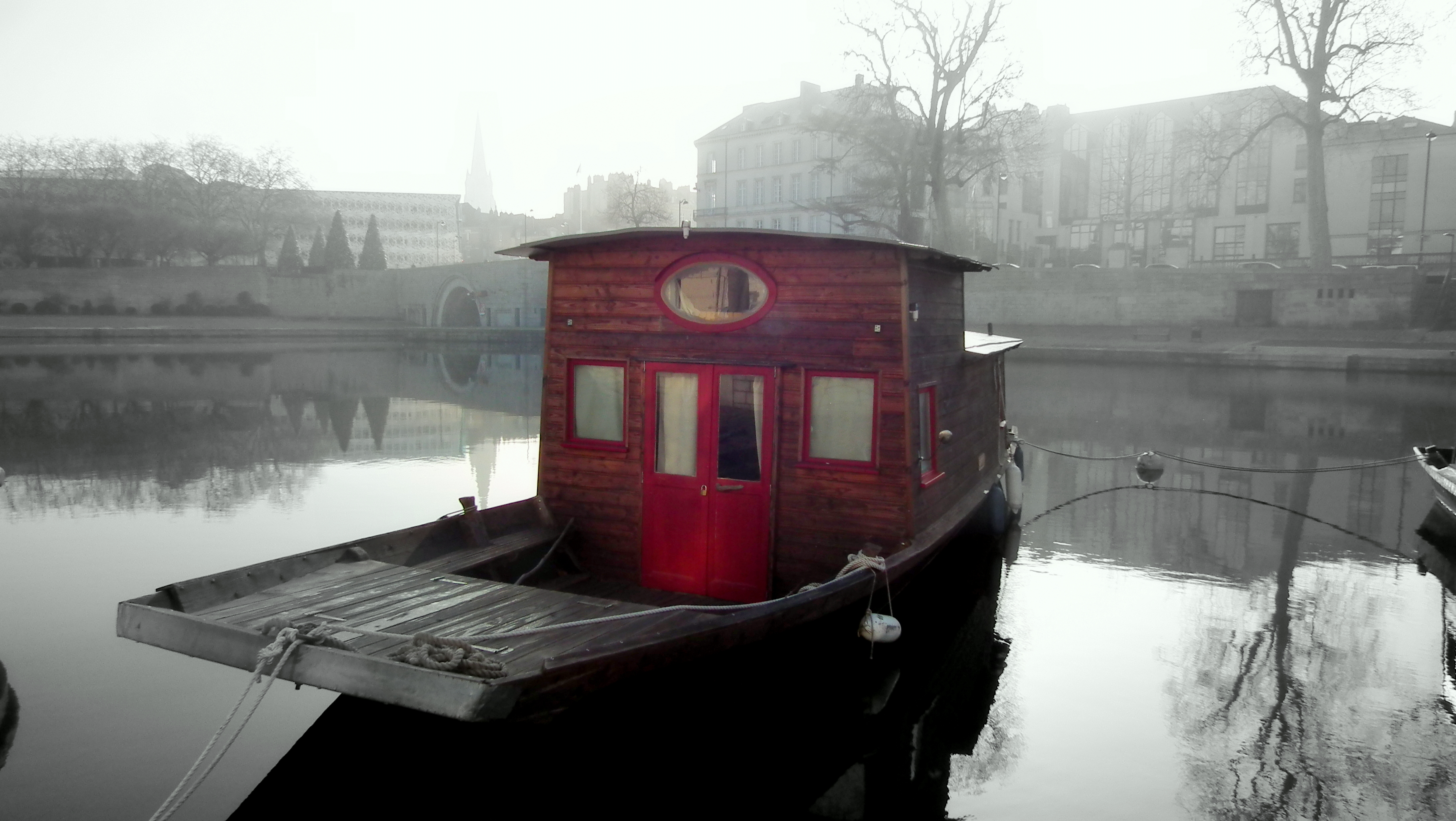
Плавучее жилище

## Жилище как понятие права
Обычно под жилищем, как местом проживания человека, понимается не «жилое помещение» (дом или часть дома), а более широкий спектр сооружений, в который могут входить и национальные виды жилищ (например, чум или кибитка), а также прочие самодельные постройки (даже шалаши), если человек в них действительно проживает. При этом законодательства различных стран могут расходиться в этом плане, и то, что считается жилищем в одной стране, в другой таковым не считается.
Одним из базовых свойств жилища, закреплённых в праве, является свойство неприкосновенности жилища, то есть ограниченность доступа туда посторонних лиц против воли проживающих там людей. Случаи, когда такое проникновение разрешено, оговариваются особо в законодательстве; это может быть сделано, например, на основании специального судебного решения.
Жилищное право в России регулируется Жилищным кодексом Российской Федерации; при этом, некоторые категории помещений, хоть и приспособлены для жилья, по российскому закону считаются нежилыми (номера гостиниц, комнаты общежитий, апартаменты), на которые не распространяется принцип неприкосновенности жилища.

## Экономика
Согласно исследованию, проведённому МВФ (2014), несмотря на глобальный финансовый кризис, в последние годы цены на жильё во многих странах выше среднего исторического уровня.

## Энергоэффективность

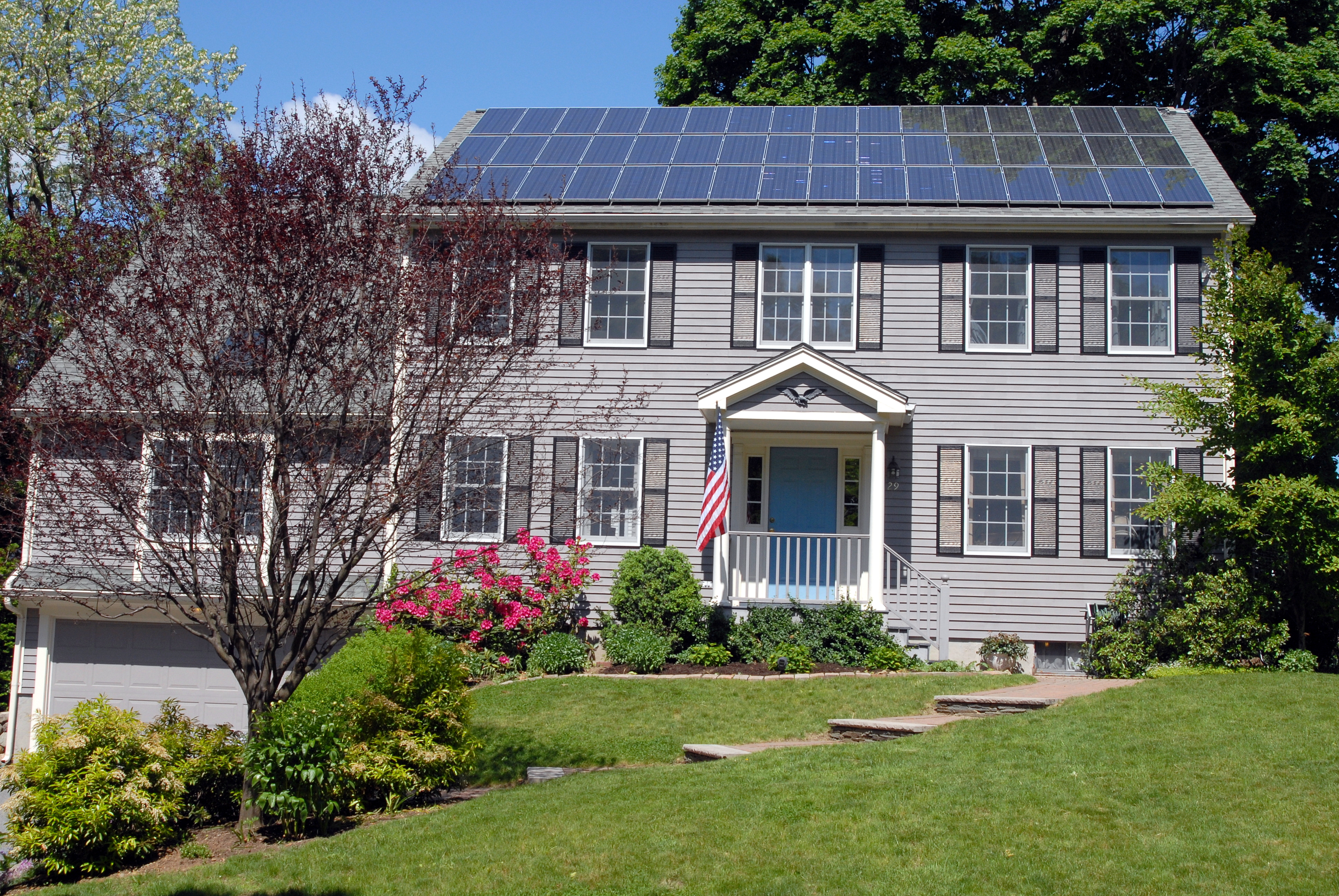
Дом с солнечными панелями на кровле в Бостоне

В связи с ростом потребления энергоресурсов и угрозой их исчерпания, в XXI веке было принято много мер по повышению эффективности использования и сокращению потерь энергии, в том числе и в жилищах. Повысились требования к теплоизоляции и естественной освещённости, начался переход от ламп накаливания к более экономичным осветительным приборам. Началось использование специального стекла, снижающего потери тепла через окна. Всё чаще используются возобновляемые источники энергии: солнечная, ветровая, дождевая, приливная, геотермальная. Уже существуют дома, полностью обеспечивающие себя энергией со своих солнечных батарей или ветряков.

## Сейсмостойкость

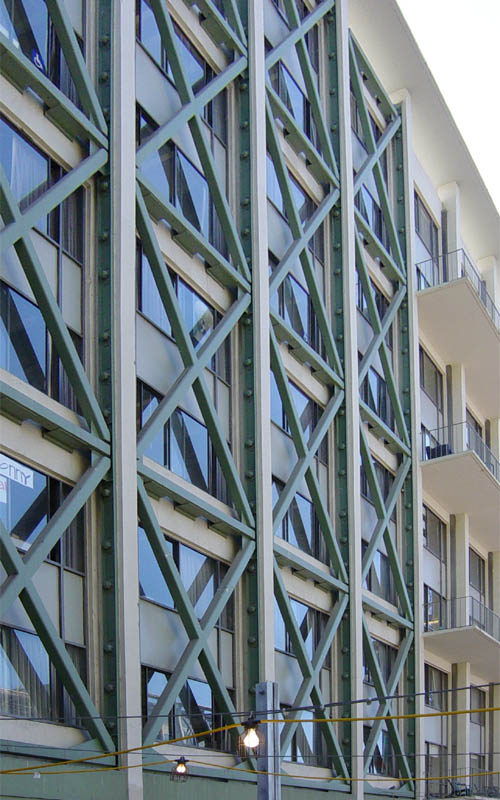
Внешний антисейсмический каркас в Калифорнийском университете в Беркли

Строительство сейсмостойких зданий, способных выдержать землетрясения, обычно начинается с исследования сейсмичности района, в котором они будут возведены. В сейсмически опасных районах проведение таких исследований (изысканий) и соблюдение нормативов сейсмостойкости при проектировании и строительстве часто является обязательным по закону. В Болгарии такой закон был впервые принят в 1957 году. В Японии разрешается делать сейсмостойким не целое здание, а отдельное помещение, которое сможет послужить убежищем для жильцов во время землетрясения.
Часто новые строительные конструкции проходят испытания на сейсмостойкость в лабораториях на специальных стендах, имитирующих землетрясение.

## Жилища животных
Некоторые животные используют жилища. Чаще всего они используются для сохранения потомства. В частности птицы для этих целей вьют гнезда. Но жилища могут использоваться также и для защиты от внешних факторов. Стадные животные (и некоторые не стадные) обычно не имеют жилища.

| - Берлога - Нора - Гнездо - Пещера | - Дупло - Хатка (у бобров) - Муравейник | - Термитник - Улей |

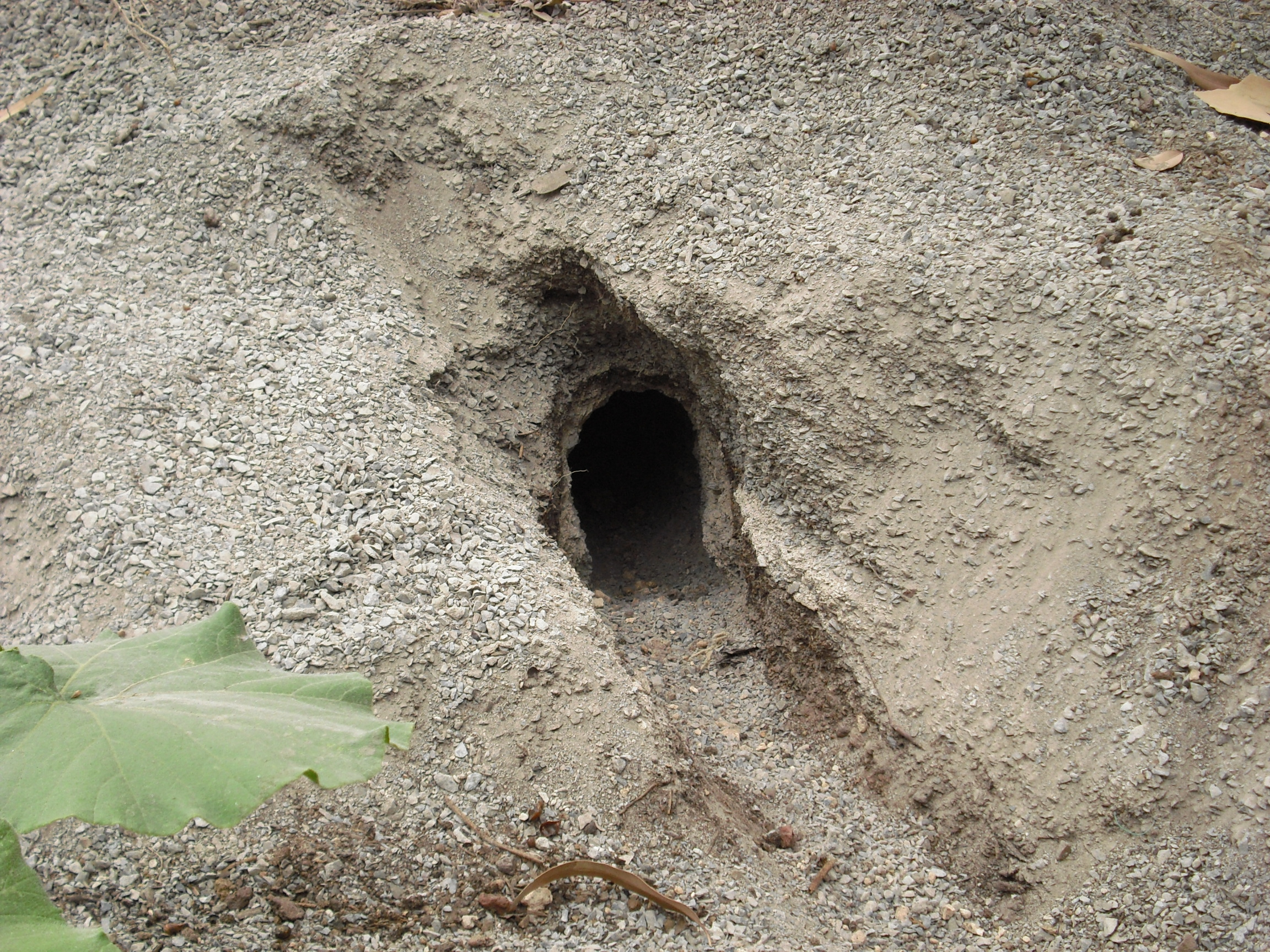
Нора кролика
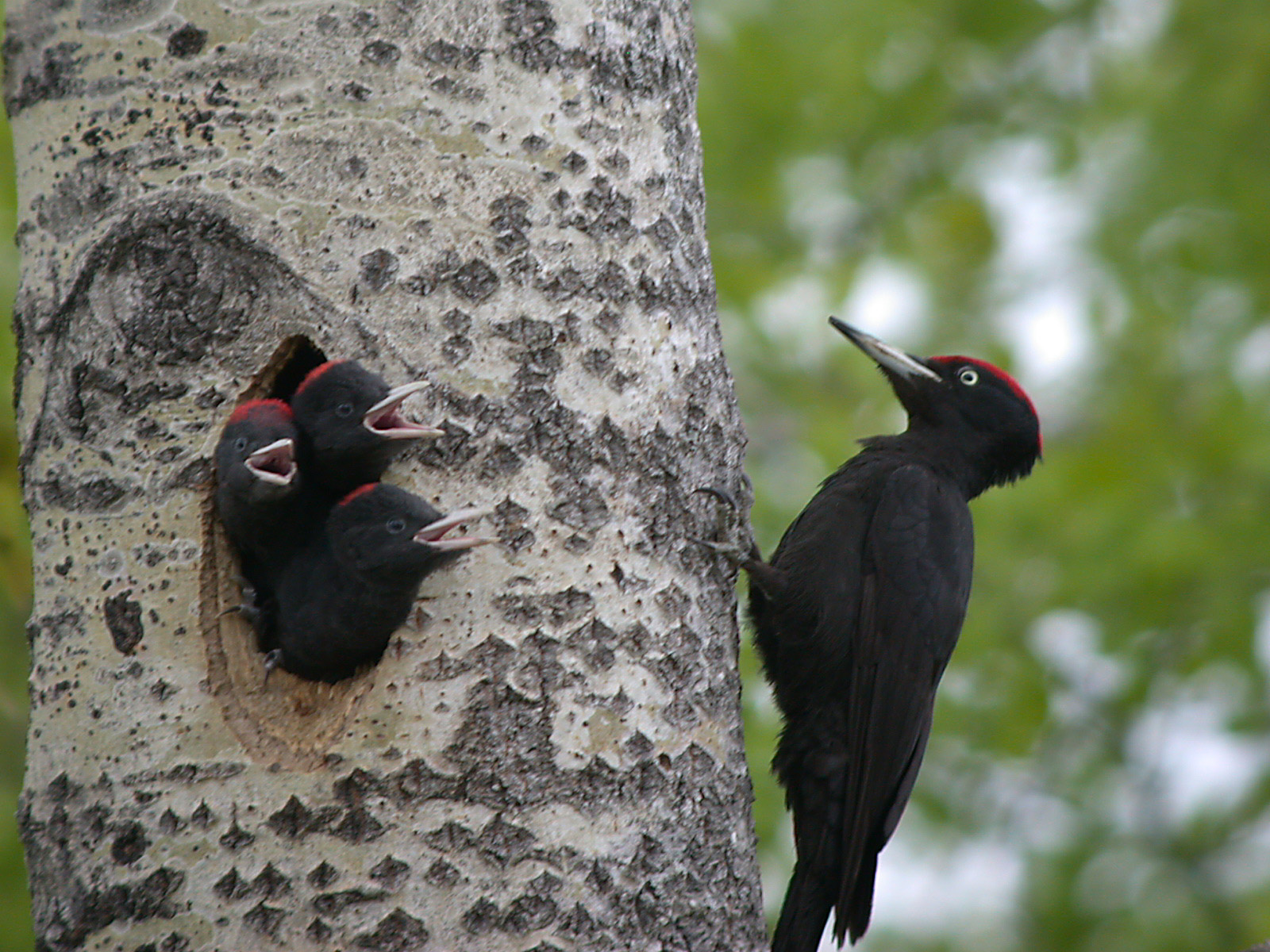
Дупло с птенцами
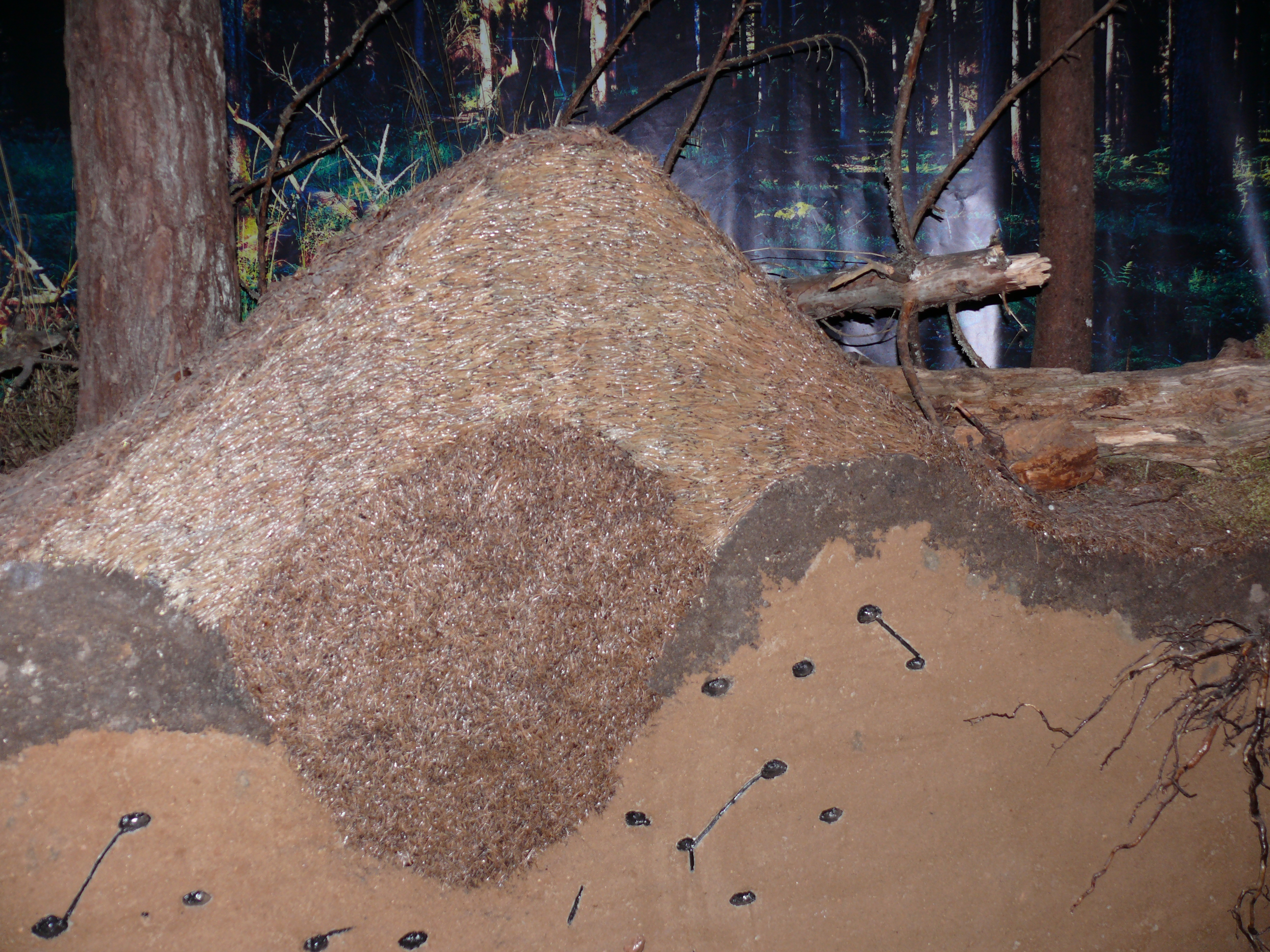
Муравейник в разрезе